# Тимонин, Владимир Ильич
Влади́мир Ильи́ч Тимо́нин (20 декабря 1939, посёлок Озёрный, Тамбовская область — 3 августа 2011) — российский, ранее советский, шахматный композитор. Мастер спорта СССР по шахматной композиции (1968), мастер ФИДЕ по шахматной композиции (1995). С 1970 года проживал в Мичуринске Тамбовской области. Художник-оформитель.
С 1959 года опубликовал более 120 произведений, преимущественно двух- и трёхходовые задачи. На конкурсах удостоен 17 первых призов. Рейтинг в Альбомах ФИДЕ на 24 августа 2023 года — 16,17 балла.
Финалист четырёх личных чемпионатов СССР: 
- 7-й чемпионат СССР (1965)
  - 4—6-е места (на равных) в разделе трёхходовок
  - 15-е место в разделе двухходовок
- 8-й чемпионат СССР (1967)
  - 3-е место в разделе трёхходовок
  - 5-е место в разделе двухходовок
  - 7-е место в разделе многоходовок
- 9-й чемпионат СССР (1969)
  - 10—11 места (на равных) в разделе двухходовок
- 10-й чемпионат СССР (1971)
  - 9-е место в разделе трёхходовок

## Избранные задачи
|   | a | b | c | d | e | f | g | h |   |
| - | --- | --- | --- | --- | --- | --- | --- | --- | - |
| 8 | d8 чёрная ладья · c7 чёрная ладья · d7 белый конь · g7 белый ферзь · h7 чёрная пешка · a5 белый слон · e5 чёрная пешка · g5 чёрная пешка · b4 чёрный конь · d4 белая пешка · g4 белый конь · h4 чёрный ферзь · a3 белый король · b3 белый слон · c3 чёрный король · d3 чёрный конь · f3 белая пешка · d2 белая ладья · g2 белая ладья | d8 чёрная ладья · c7 чёрная ладья · d7 белый конь · g7 белый ферзь · h7 чёрная пешка · a5 белый слон · e5 чёрная пешка · g5 чёрная пешка · b4 чёрный конь · d4 белая пешка · g4 белый конь · h4 чёрный ферзь · a3 белый король · b3 белый слон · c3 чёрный король · d3 чёрный конь · f3 белая пешка · d2 белая ладья · g2 белая ладья | d8 чёрная ладья · c7 чёрная ладья · d7 белый конь · g7 белый ферзь · h7 чёрная пешка · a5 белый слон · e5 чёрная пешка · g5 чёрная пешка · b4 чёрный конь · d4 белая пешка · g4 белый конь · h4 чёрный ферзь · a3 белый король · b3 белый слон · c3 чёрный король · d3 чёрный конь · f3 белая пешка · d2 белая ладья · g2 белая ладья | d8 чёрная ладья · c7 чёрная ладья · d7 белый конь · g7 белый ферзь · h7 чёрная пешка · a5 белый слон · e5 чёрная пешка · g5 чёрная пешка · b4 чёрный конь · d4 белая пешка · g4 белый конь · h4 чёрный ферзь · a3 белый король · b3 белый слон · c3 чёрный король · d3 чёрный конь · f3 белая пешка · d2 белая ладья · g2 белая ладья | d8 чёрная ладья · c7 чёрная ладья · d7 белый конь · g7 белый ферзь · h7 чёрная пешка · a5 белый слон · e5 чёрная пешка · g5 чёрная пешка · b4 чёрный конь · d4 белая пешка · g4 белый конь · h4 чёрный ферзь · a3 белый король · b3 белый слон · c3 чёрный король · d3 чёрный конь · f3 белая пешка · d2 белая ладья · g2 белая ладья | d8 чёрная ладья · c7 чёрная ладья · d7 белый конь · g7 белый ферзь · h7 чёрная пешка · a5 белый слон · e5 чёрная пешка · g5 чёрная пешка · b4 чёрный конь · d4 белая пешка · g4 белый конь · h4 чёрный ферзь · a3 белый король · b3 белый слон · c3 чёрный король · d3 чёрный конь · f3 белая пешка · d2 белая ладья · g2 белая ладья | d8 чёрная ладья · c7 чёрная ладья · d7 белый конь · g7 белый ферзь · h7 чёрная пешка · a5 белый слон · e5 чёрная пешка · g5 чёрная пешка · b4 чёрный конь · d4 белая пешка · g4 белый конь · h4 чёрный ферзь · a3 белый король · b3 белый слон · c3 чёрный король · d3 чёрный конь · f3 белая пешка · d2 белая ладья · g2 белая ладья | d8 чёрная ладья · c7 чёрная ладья · d7 белый конь · g7 белый ферзь · h7 чёрная пешка · a5 белый слон · e5 чёрная пешка · g5 чёрная пешка · b4 чёрный конь · d4 белая пешка · g4 белый конь · h4 чёрный ферзь · a3 белый король · b3 белый слон · c3 чёрный король · d3 чёрный конь · f3 белая пешка · d2 белая ладья · g2 белая ладья | 8 |
| 7 | d8 чёрная ладья · c7 чёрная ладья · d7 белый конь · g7 белый ферзь · h7 чёрная пешка · a5 белый слон · e5 чёрная пешка · g5 чёрная пешка · b4 чёрный конь · d4 белая пешка · g4 белый конь · h4 чёрный ферзь · a3 белый король · b3 белый слон · c3 чёрный король · d3 чёрный конь · f3 белая пешка · d2 белая ладья · g2 белая ладья | d8 чёрная ладья · c7 чёрная ладья · d7 белый конь · g7 белый ферзь · h7 чёрная пешка · a5 белый слон · e5 чёрная пешка · g5 чёрная пешка · b4 чёрный конь · d4 белая пешка · g4 белый конь · h4 чёрный ферзь · a3 белый король · b3 белый слон · c3 чёрный король · d3 чёрный конь · f3 белая пешка · d2 белая ладья · g2 белая ладья | d8 чёрная ладья · c7 чёрная ладья · d7 белый конь · g7 белый ферзь · h7 чёрная пешка · a5 белый слон · e5 чёрная пешка · g5 чёрная пешка · b4 чёрный конь · d4 белая пешка · g4 белый конь · h4 чёрный ферзь · a3 белый король · b3 белый слон · c3 чёрный король · d3 чёрный конь · f3 белая пешка · d2 белая ладья · g2 белая ладья | d8 чёрная ладья · c7 чёрная ладья · d7 белый конь · g7 белый ферзь · h7 чёрная пешка · a5 белый слон · e5 чёрная пешка · g5 чёрная пешка · b4 чёрный конь · d4 белая пешка · g4 белый конь · h4 чёрный ферзь · a3 белый король · b3 белый слон · c3 чёрный король · d3 чёрный конь · f3 белая пешка · d2 белая ладья · g2 белая ладья | d8 чёрная ладья · c7 чёрная ладья · d7 белый конь · g7 белый ферзь · h7 чёрная пешка · a5 белый слон · e5 чёрная пешка · g5 чёрная пешка · b4 чёрный конь · d4 белая пешка · g4 белый конь · h4 чёрный ферзь · a3 белый король · b3 белый слон · c3 чёрный король · d3 чёрный конь · f3 белая пешка · d2 белая ладья · g2 белая ладья | d8 чёрная ладья · c7 чёрная ладья · d7 белый конь · g7 белый ферзь · h7 чёрная пешка · a5 белый слон · e5 чёрная пешка · g5 чёрная пешка · b4 чёрный конь · d4 белая пешка · g4 белый конь · h4 чёрный ферзь · a3 белый король · b3 белый слон · c3 чёрный король · d3 чёрный конь · f3 белая пешка · d2 белая ладья · g2 белая ладья | d8 чёрная ладья · c7 чёрная ладья · d7 белый конь · g7 белый ферзь · h7 чёрная пешка · a5 белый слон · e5 чёрная пешка · g5 чёрная пешка · b4 чёрный конь · d4 белая пешка · g4 белый конь · h4 чёрный ферзь · a3 белый король · b3 белый слон · c3 чёрный король · d3 чёрный конь · f3 белая пешка · d2 белая ладья · g2 белая ладья | d8 чёрная ладья · c7 чёрная ладья · d7 белый конь · g7 белый ферзь · h7 чёрная пешка · a5 белый слон · e5 чёрная пешка · g5 чёрная пешка · b4 чёрный конь · d4 белая пешка · g4 белый конь · h4 чёрный ферзь · a3 белый король · b3 белый слон · c3 чёрный король · d3 чёрный конь · f3 белая пешка · d2 белая ладья · g2 белая ладья | 7 |
| 6 | d8 чёрная ладья · c7 чёрная ладья · d7 белый конь · g7 белый ферзь · h7 чёрная пешка · a5 белый слон · e5 чёрная пешка · g5 чёрная пешка · b4 чёрный конь · d4 белая пешка · g4 белый конь · h4 чёрный ферзь · a3 белый король · b3 белый слон · c3 чёрный король · d3 чёрный конь · f3 белая пешка · d2 белая ладья · g2 белая ладья | d8 чёрная ладья · c7 чёрная ладья · d7 белый конь · g7 белый ферзь · h7 чёрная пешка · a5 белый слон · e5 чёрная пешка · g5 чёрная пешка · b4 чёрный конь · d4 белая пешка · g4 белый конь · h4 чёрный ферзь · a3 белый король · b3 белый слон · c3 чёрный король · d3 чёрный конь · f3 белая пешка · d2 белая ладья · g2 белая ладья | d8 чёрная ладья · c7 чёрная ладья · d7 белый конь · g7 белый ферзь · h7 чёрная пешка · a5 белый слон · e5 чёрная пешка · g5 чёрная пешка · b4 чёрный конь · d4 белая пешка · g4 белый конь · h4 чёрный ферзь · a3 белый король · b3 белый слон · c3 чёрный король · d3 чёрный конь · f3 белая пешка · d2 белая ладья · g2 белая ладья | d8 чёрная ладья · c7 чёрная ладья · d7 белый конь · g7 белый ферзь · h7 чёрная пешка · a5 белый слон · e5 чёрная пешка · g5 чёрная пешка · b4 чёрный конь · d4 белая пешка · g4 белый конь · h4 чёрный ферзь · a3 белый король · b3 белый слон · c3 чёрный король · d3 чёрный конь · f3 белая пешка · d2 белая ладья · g2 белая ладья | d8 чёрная ладья · c7 чёрная ладья · d7 белый конь · g7 белый ферзь · h7 чёрная пешка · a5 белый слон · e5 чёрная пешка · g5 чёрная пешка · b4 чёрный конь · d4 белая пешка · g4 белый конь · h4 чёрный ферзь · a3 белый король · b3 белый слон · c3 чёрный король · d3 чёрный конь · f3 белая пешка · d2 белая ладья · g2 белая ладья | d8 чёрная ладья · c7 чёрная ладья · d7 белый конь · g7 белый ферзь · h7 чёрная пешка · a5 белый слон · e5 чёрная пешка · g5 чёрная пешка · b4 чёрный конь · d4 белая пешка · g4 белый конь · h4 чёрный ферзь · a3 белый король · b3 белый слон · c3 чёрный король · d3 чёрный конь · f3 белая пешка · d2 белая ладья · g2 белая ладья | d8 чёрная ладья · c7 чёрная ладья · d7 белый конь · g7 белый ферзь · h7 чёрная пешка · a5 белый слон · e5 чёрная пешка · g5 чёрная пешка · b4 чёрный конь · d4 белая пешка · g4 белый конь · h4 чёрный ферзь · a3 белый король · b3 белый слон · c3 чёрный король · d3 чёрный конь · f3 белая пешка · d2 белая ладья · g2 белая ладья | d8 чёрная ладья · c7 чёрная ладья · d7 белый конь · g7 белый ферзь · h7 чёрная пешка · a5 белый слон · e5 чёрная пешка · g5 чёрная пешка · b4 чёрный конь · d4 белая пешка · g4 белый конь · h4 чёрный ферзь · a3 белый король · b3 белый слон · c3 чёрный король · d3 чёрный конь · f3 белая пешка · d2 белая ладья · g2 белая ладья | 6 |
| 5 | d8 чёрная ладья · c7 чёрная ладья · d7 белый конь · g7 белый ферзь · h7 чёрная пешка · a5 белый слон · e5 чёрная пешка · g5 чёрная пешка · b4 чёрный конь · d4 белая пешка · g4 белый конь · h4 чёрный ферзь · a3 белый король · b3 белый слон · c3 чёрный король · d3 чёрный конь · f3 белая пешка · d2 белая ладья · g2 белая ладья | d8 чёрная ладья · c7 чёрная ладья · d7 белый конь · g7 белый ферзь · h7 чёрная пешка · a5 белый слон · e5 чёрная пешка · g5 чёрная пешка · b4 чёрный конь · d4 белая пешка · g4 белый конь · h4 чёрный ферзь · a3 белый король · b3 белый слон · c3 чёрный король · d3 чёрный конь · f3 белая пешка · d2 белая ладья · g2 белая ладья | d8 чёрная ладья · c7 чёрная ладья · d7 белый конь · g7 белый ферзь · h7 чёрная пешка · a5 белый слон · e5 чёрная пешка · g5 чёрная пешка · b4 чёрный конь · d4 белая пешка · g4 белый конь · h4 чёрный ферзь · a3 белый король · b3 белый слон · c3 чёрный король · d3 чёрный конь · f3 белая пешка · d2 белая ладья · g2 белая ладья | d8 чёрная ладья · c7 чёрная ладья · d7 белый конь · g7 белый ферзь · h7 чёрная пешка · a5 белый слон · e5 чёрная пешка · g5 чёрная пешка · b4 чёрный конь · d4 белая пешка · g4 белый конь · h4 чёрный ферзь · a3 белый король · b3 белый слон · c3 чёрный король · d3 чёрный конь · f3 белая пешка · d2 белая ладья · g2 белая ладья | d8 чёрная ладья · c7 чёрная ладья · d7 белый конь · g7 белый ферзь · h7 чёрная пешка · a5 белый слон · e5 чёрная пешка · g5 чёрная пешка · b4 чёрный конь · d4 белая пешка · g4 белый конь · h4 чёрный ферзь · a3 белый король · b3 белый слон · c3 чёрный король · d3 чёрный конь · f3 белая пешка · d2 белая ладья · g2 белая ладья | d8 чёрная ладья · c7 чёрная ладья · d7 белый конь · g7 белый ферзь · h7 чёрная пешка · a5 белый слон · e5 чёрная пешка · g5 чёрная пешка · b4 чёрный конь · d4 белая пешка · g4 белый конь · h4 чёрный ферзь · a3 белый король · b3 белый слон · c3 чёрный король · d3 чёрный конь · f3 белая пешка · d2 белая ладья · g2 белая ладья | d8 чёрная ладья · c7 чёрная ладья · d7 белый конь · g7 белый ферзь · h7 чёрная пешка · a5 белый слон · e5 чёрная пешка · g5 чёрная пешка · b4 чёрный конь · d4 белая пешка · g4 белый конь · h4 чёрный ферзь · a3 белый король · b3 белый слон · c3 чёрный король · d3 чёрный конь · f3 белая пешка · d2 белая ладья · g2 белая ладья | d8 чёрная ладья · c7 чёрная ладья · d7 белый конь · g7 белый ферзь · h7 чёрная пешка · a5 белый слон · e5 чёрная пешка · g5 чёрная пешка · b4 чёрный конь · d4 белая пешка · g4 белый конь · h4 чёрный ферзь · a3 белый король · b3 белый слон · c3 чёрный король · d3 чёрный конь · f3 белая пешка · d2 белая ладья · g2 белая ладья | 5 |
| 4 | d8 чёрная ладья · c7 чёрная ладья · d7 белый конь · g7 белый ферзь · h7 чёрная пешка · a5 белый слон · e5 чёрная пешка · g5 чёрная пешка · b4 чёрный конь · d4 белая пешка · g4 белый конь · h4 чёрный ферзь · a3 белый король · b3 белый слон · c3 чёрный король · d3 чёрный конь · f3 белая пешка · d2 белая ладья · g2 белая ладья | d8 чёрная ладья · c7 чёрная ладья · d7 белый конь · g7 белый ферзь · h7 чёрная пешка · a5 белый слон · e5 чёрная пешка · g5 чёрная пешка · b4 чёрный конь · d4 белая пешка · g4 белый конь · h4 чёрный ферзь · a3 белый король · b3 белый слон · c3 чёрный король · d3 чёрный конь · f3 белая пешка · d2 белая ладья · g2 белая ладья | d8 чёрная ладья · c7 чёрная ладья · d7 белый конь · g7 белый ферзь · h7 чёрная пешка · a5 белый слон · e5 чёрная пешка · g5 чёрная пешка · b4 чёрный конь · d4 белая пешка · g4 белый конь · h4 чёрный ферзь · a3 белый король · b3 белый слон · c3 чёрный король · d3 чёрный конь · f3 белая пешка · d2 белая ладья · g2 белая ладья | d8 чёрная ладья · c7 чёрная ладья · d7 белый конь · g7 белый ферзь · h7 чёрная пешка · a5 белый слон · e5 чёрная пешка · g5 чёрная пешка · b4 чёрный конь · d4 белая пешка · g4 белый конь · h4 чёрный ферзь · a3 белый король · b3 белый слон · c3 чёрный король · d3 чёрный конь · f3 белая пешка · d2 белая ладья · g2 белая ладья | d8 чёрная ладья · c7 чёрная ладья · d7 белый конь · g7 белый ферзь · h7 чёрная пешка · a5 белый слон · e5 чёрная пешка · g5 чёрная пешка · b4 чёрный конь · d4 белая пешка · g4 белый конь · h4 чёрный ферзь · a3 белый король · b3 белый слон · c3 чёрный король · d3 чёрный конь · f3 белая пешка · d2 белая ладья · g2 белая ладья | d8 чёрная ладья · c7 чёрная ладья · d7 белый конь · g7 белый ферзь · h7 чёрная пешка · a5 белый слон · e5 чёрная пешка · g5 чёрная пешка · b4 чёрный конь · d4 белая пешка · g4 белый конь · h4 чёрный ферзь · a3 белый король · b3 белый слон · c3 чёрный король · d3 чёрный конь · f3 белая пешка · d2 белая ладья · g2 белая ладья | d8 чёрная ладья · c7 чёрная ладья · d7 белый конь · g7 белый ферзь · h7 чёрная пешка · a5 белый слон · e5 чёрная пешка · g5 чёрная пешка · b4 чёрный конь · d4 белая пешка · g4 белый конь · h4 чёрный ферзь · a3 белый король · b3 белый слон · c3 чёрный король · d3 чёрный конь · f3 белая пешка · d2 белая ладья · g2 белая ладья | d8 чёрная ладья · c7 чёрная ладья · d7 белый конь · g7 белый ферзь · h7 чёрная пешка · a5 белый слон · e5 чёрная пешка · g5 чёрная пешка · b4 чёрный конь · d4 белая пешка · g4 белый конь · h4 чёрный ферзь · a3 белый король · b3 белый слон · c3 чёрный король · d3 чёрный конь · f3 белая пешка · d2 белая ладья · g2 белая ладья | 4 |
| 3 | d8 чёрная ладья · c7 чёрная ладья · d7 белый конь · g7 белый ферзь · h7 чёрная пешка · a5 белый слон · e5 чёрная пешка · g5 чёрная пешка · b4 чёрный конь · d4 белая пешка · g4 белый конь · h4 чёрный ферзь · a3 белый король · b3 белый слон · c3 чёрный король · d3 чёрный конь · f3 белая пешка · d2 белая ладья · g2 белая ладья | d8 чёрная ладья · c7 чёрная ладья · d7 белый конь · g7 белый ферзь · h7 чёрная пешка · a5 белый слон · e5 чёрная пешка · g5 чёрная пешка · b4 чёрный конь · d4 белая пешка · g4 белый конь · h4 чёрный ферзь · a3 белый король · b3 белый слон · c3 чёрный король · d3 чёрный конь · f3 белая пешка · d2 белая ладья · g2 белая ладья | d8 чёрная ладья · c7 чёрная ладья · d7 белый конь · g7 белый ферзь · h7 чёрная пешка · a5 белый слон · e5 чёрная пешка · g5 чёрная пешка · b4 чёрный конь · d4 белая пешка · g4 белый конь · h4 чёрный ферзь · a3 белый король · b3 белый слон · c3 чёрный король · d3 чёрный конь · f3 белая пешка · d2 белая ладья · g2 белая ладья | d8 чёрная ладья · c7 чёрная ладья · d7 белый конь · g7 белый ферзь · h7 чёрная пешка · a5 белый слон · e5 чёрная пешка · g5 чёрная пешка · b4 чёрный конь · d4 белая пешка · g4 белый конь · h4 чёрный ферзь · a3 белый король · b3 белый слон · c3 чёрный король · d3 чёрный конь · f3 белая пешка · d2 белая ладья · g2 белая ладья | d8 чёрная ладья · c7 чёрная ладья · d7 белый конь · g7 белый ферзь · h7 чёрная пешка · a5 белый слон · e5 чёрная пешка · g5 чёрная пешка · b4 чёрный конь · d4 белая пешка · g4 белый конь · h4 чёрный ферзь · a3 белый король · b3 белый слон · c3 чёрный король · d3 чёрный конь · f3 белая пешка · d2 белая ладья · g2 белая ладья | d8 чёрная ладья · c7 чёрная ладья · d7 белый конь · g7 белый ферзь · h7 чёрная пешка · a5 белый слон · e5 чёрная пешка · g5 чёрная пешка · b4 чёрный конь · d4 белая пешка · g4 белый конь · h4 чёрный ферзь · a3 белый король · b3 белый слон · c3 чёрный король · d3 чёрный конь · f3 белая пешка · d2 белая ладья · g2 белая ладья | d8 чёрная ладья · c7 чёрная ладья · d7 белый конь · g7 белый ферзь · h7 чёрная пешка · a5 белый слон · e5 чёрная пешка · g5 чёрная пешка · b4 чёрный конь · d4 белая пешка · g4 белый конь · h4 чёрный ферзь · a3 белый король · b3 белый слон · c3 чёрный король · d3 чёрный конь · f3 белая пешка · d2 белая ладья · g2 белая ладья | d8 чёрная ладья · c7 чёрная ладья · d7 белый конь · g7 белый ферзь · h7 чёрная пешка · a5 белый слон · e5 чёрная пешка · g5 чёрная пешка · b4 чёрный конь · d4 белая пешка · g4 белый конь · h4 чёрный ферзь · a3 белый король · b3 белый слон · c3 чёрный король · d3 чёрный конь · f3 белая пешка · d2 белая ладья · g2 белая ладья | 3 |
| 2 | d8 чёрная ладья · c7 чёрная ладья · d7 белый конь · g7 белый ферзь · h7 чёрная пешка · a5 белый слон · e5 чёрная пешка · g5 чёрная пешка · b4 чёрный конь · d4 белая пешка · g4 белый конь · h4 чёрный ферзь · a3 белый король · b3 белый слон · c3 чёрный король · d3 чёрный конь · f3 белая пешка · d2 белая ладья · g2 белая ладья | d8 чёрная ладья · c7 чёрная ладья · d7 белый конь · g7 белый ферзь · h7 чёрная пешка · a5 белый слон · e5 чёрная пешка · g5 чёрная пешка · b4 чёрный конь · d4 белая пешка · g4 белый конь · h4 чёрный ферзь · a3 белый король · b3 белый слон · c3 чёрный король · d3 чёрный конь · f3 белая пешка · d2 белая ладья · g2 белая ладья | d8 чёрная ладья · c7 чёрная ладья · d7 белый конь · g7 белый ферзь · h7 чёрная пешка · a5 белый слон · e5 чёрная пешка · g5 чёрная пешка · b4 чёрный конь · d4 белая пешка · g4 белый конь · h4 чёрный ферзь · a3 белый король · b3 белый слон · c3 чёрный король · d3 чёрный конь · f3 белая пешка · d2 белая ладья · g2 белая ладья | d8 чёрная ладья · c7 чёрная ладья · d7 белый конь · g7 белый ферзь · h7 чёрная пешка · a5 белый слон · e5 чёрная пешка · g5 чёрная пешка · b4 чёрный конь · d4 белая пешка · g4 белый конь · h4 чёрный ферзь · a3 белый король · b3 белый слон · c3 чёрный король · d3 чёрный конь · f3 белая пешка · d2 белая ладья · g2 белая ладья | d8 чёрная ладья · c7 чёрная ладья · d7 белый конь · g7 белый ферзь · h7 чёрная пешка · a5 белый слон · e5 чёрная пешка · g5 чёрная пешка · b4 чёрный конь · d4 белая пешка · g4 белый конь · h4 чёрный ферзь · a3 белый король · b3 белый слон · c3 чёрный король · d3 чёрный конь · f3 белая пешка · d2 белая ладья · g2 белая ладья | d8 чёрная ладья · c7 чёрная ладья · d7 белый конь · g7 белый ферзь · h7 чёрная пешка · a5 белый слон · e5 чёрная пешка · g5 чёрная пешка · b4 чёрный конь · d4 белая пешка · g4 белый конь · h4 чёрный ферзь · a3 белый король · b3 белый слон · c3 чёрный король · d3 чёрный конь · f3 белая пешка · d2 белая ладья · g2 белая ладья | d8 чёрная ладья · c7 чёрная ладья · d7 белый конь · g7 белый ферзь · h7 чёрная пешка · a5 белый слон · e5 чёрная пешка · g5 чёрная пешка · b4 чёрный конь · d4 белая пешка · g4 белый конь · h4 чёрный ферзь · a3 белый король · b3 белый слон · c3 чёрный король · d3 чёрный конь · f3 белая пешка · d2 белая ладья · g2 белая ладья | d8 чёрная ладья · c7 чёрная ладья · d7 белый конь · g7 белый ферзь · h7 чёрная пешка · a5 белый слон · e5 чёрная пешка · g5 чёрная пешка · b4 чёрный конь · d4 белая пешка · g4 белый конь · h4 чёрный ферзь · a3 белый король · b3 белый слон · c3 чёрный король · d3 чёрный конь · f3 белая пешка · d2 белая ладья · g2 белая ладья | 2 |
| 1 | d8 чёрная ладья · c7 чёрная ладья · d7 белый конь · g7 белый ферзь · h7 чёрная пешка · a5 белый слон · e5 чёрная пешка · g5 чёрная пешка · b4 чёрный конь · d4 белая пешка · g4 белый конь · h4 чёрный ферзь · a3 белый король · b3 белый слон · c3 чёрный король · d3 чёрный конь · f3 белая пешка · d2 белая ладья · g2 белая ладья | d8 чёрная ладья · c7 чёрная ладья · d7 белый конь · g7 белый ферзь · h7 чёрная пешка · a5 белый слон · e5 чёрная пешка · g5 чёрная пешка · b4 чёрный конь · d4 белая пешка · g4 белый конь · h4 чёрный ферзь · a3 белый король · b3 белый слон · c3 чёрный король · d3 чёрный конь · f3 белая пешка · d2 белая ладья · g2 белая ладья | d8 чёрная ладья · c7 чёрная ладья · d7 белый конь · g7 белый ферзь · h7 чёрная пешка · a5 белый слон · e5 чёрная пешка · g5 чёрная пешка · b4 чёрный конь · d4 белая пешка · g4 белый конь · h4 чёрный ферзь · a3 белый король · b3 белый слон · c3 чёрный король · d3 чёрный конь · f3 белая пешка · d2 белая ладья · g2 белая ладья | d8 чёрная ладья · c7 чёрная ладья · d7 белый конь · g7 белый ферзь · h7 чёрная пешка · a5 белый слон · e5 чёрная пешка · g5 чёрная пешка · b4 чёрный конь · d4 белая пешка · g4 белый конь · h4 чёрный ферзь · a3 белый король · b3 белый слон · c3 чёрный король · d3 чёрный конь · f3 белая пешка · d2 белая ладья · g2 белая ладья | d8 чёрная ладья · c7 чёрная ладья · d7 белый конь · g7 белый ферзь · h7 чёрная пешка · a5 белый слон · e5 чёрная пешка · g5 чёрная пешка · b4 чёрный конь · d4 белая пешка · g4 белый конь · h4 чёрный ферзь · a3 белый король · b3 белый слон · c3 чёрный король · d3 чёрный конь · f3 белая пешка · d2 белая ладья · g2 белая ладья | d8 чёрная ладья · c7 чёрная ладья · d7 белый конь · g7 белый ферзь · h7 чёрная пешка · a5 белый слон · e5 чёрная пешка · g5 чёрная пешка · b4 чёрный конь · d4 белая пешка · g4 белый конь · h4 чёрный ферзь · a3 белый король · b3 белый слон · c3 чёрный король · d3 чёрный конь · f3 белая пешка · d2 белая ладья · g2 белая ладья | d8 чёрная ладья · c7 чёрная ладья · d7 белый конь · g7 белый ферзь · h7 чёрная пешка · a5 белый слон · e5 чёрная пешка · g5 чёрная пешка · b4 чёрный конь · d4 белая пешка · g4 белый конь · h4 чёрный ферзь · a3 белый король · b3 белый слон · c3 чёрный король · d3 чёрный конь · f3 белая пешка · d2 белая ладья · g2 белая ладья | d8 чёрная ладья · c7 чёрная ладья · d7 белый конь · g7 белый ферзь · h7 чёрная пешка · a5 белый слон · e5 чёрная пешка · g5 чёрная пешка · b4 чёрный конь · d4 белая пешка · g4 белый конь · h4 чёрный ферзь · a3 белый король · b3 белый слон · c3 чёрный король · d3 чёрный конь · f3 белая пешка · d2 белая ладья · g2 белая ладья | 1 |
|   | a | b | c | d | e | f | g | h |   |

Иллюзорная игра:

1…Kp:d4 2.Ф:e5#

1…e:d4 2.Лc2#
Ложный след:
1.Kg:e5? (угроза 2.Л:d3#)

1…Kp:d4 2.Kg4#

1…Ф:d4 2.Лc2#, но 1…Фe4!
Решение:

1.Kd:e5! (угроза 2.Л:d3#)

1…Kp:d4 2.Kd7#

1…Л:d4 2.Лc2#

(1…Kd~ 2.C:b4#)
В каждой из трёх фаз в одном варианте происходит перемена мата, в другом — перемена защиты. Все тематические защиты делаются на одном поле d4. Возвраты белых коней.
|   | a | b | c | d | e | f | g | h |   |
| - | --- | --- | --- | --- | --- | --- | --- | --- | - |
| 8 | c8 белый слон · a7 белая пешка · b7 белый король · c7 белая пешка · g7 чёрная пешка · a6 белая пешка · b6 белый ферзь · g6 белая пешка · b5 белый конь · c5 чёрная пешка · e5 белый конь · g5 белая пешка · h5 чёрная пешка · c4 белая пешка · g4 чёрная пешка · h4 чёрная ладья · g3 чёрный король · e2 белая ладья · g2 чёрный конь · h2 чёрная ладья · c1 белый слон · g1 белая ладья · h1 чёрный слон | c8 белый слон · a7 белая пешка · b7 белый король · c7 белая пешка · g7 чёрная пешка · a6 белая пешка · b6 белый ферзь · g6 белая пешка · b5 белый конь · c5 чёрная пешка · e5 белый конь · g5 белая пешка · h5 чёрная пешка · c4 белая пешка · g4 чёрная пешка · h4 чёрная ладья · g3 чёрный король · e2 белая ладья · g2 чёрный конь · h2 чёрная ладья · c1 белый слон · g1 белая ладья · h1 чёрный слон | c8 белый слон · a7 белая пешка · b7 белый король · c7 белая пешка · g7 чёрная пешка · a6 белая пешка · b6 белый ферзь · g6 белая пешка · b5 белый конь · c5 чёрная пешка · e5 белый конь · g5 белая пешка · h5 чёрная пешка · c4 белая пешка · g4 чёрная пешка · h4 чёрная ладья · g3 чёрный король · e2 белая ладья · g2 чёрный конь · h2 чёрная ладья · c1 белый слон · g1 белая ладья · h1 чёрный слон | c8 белый слон · a7 белая пешка · b7 белый король · c7 белая пешка · g7 чёрная пешка · a6 белая пешка · b6 белый ферзь · g6 белая пешка · b5 белый конь · c5 чёрная пешка · e5 белый конь · g5 белая пешка · h5 чёрная пешка · c4 белая пешка · g4 чёрная пешка · h4 чёрная ладья · g3 чёрный король · e2 белая ладья · g2 чёрный конь · h2 чёрная ладья · c1 белый слон · g1 белая ладья · h1 чёрный слон | c8 белый слон · a7 белая пешка · b7 белый король · c7 белая пешка · g7 чёрная пешка · a6 белая пешка · b6 белый ферзь · g6 белая пешка · b5 белый конь · c5 чёрная пешка · e5 белый конь · g5 белая пешка · h5 чёрная пешка · c4 белая пешка · g4 чёрная пешка · h4 чёрная ладья · g3 чёрный король · e2 белая ладья · g2 чёрный конь · h2 чёрная ладья · c1 белый слон · g1 белая ладья · h1 чёрный слон | c8 белый слон · a7 белая пешка · b7 белый король · c7 белая пешка · g7 чёрная пешка · a6 белая пешка · b6 белый ферзь · g6 белая пешка · b5 белый конь · c5 чёрная пешка · e5 белый конь · g5 белая пешка · h5 чёрная пешка · c4 белая пешка · g4 чёрная пешка · h4 чёрная ладья · g3 чёрный король · e2 белая ладья · g2 чёрный конь · h2 чёрная ладья · c1 белый слон · g1 белая ладья · h1 чёрный слон | c8 белый слон · a7 белая пешка · b7 белый король · c7 белая пешка · g7 чёрная пешка · a6 белая пешка · b6 белый ферзь · g6 белая пешка · b5 белый конь · c5 чёрная пешка · e5 белый конь · g5 белая пешка · h5 чёрная пешка · c4 белая пешка · g4 чёрная пешка · h4 чёрная ладья · g3 чёрный король · e2 белая ладья · g2 чёрный конь · h2 чёрная ладья · c1 белый слон · g1 белая ладья · h1 чёрный слон | c8 белый слон · a7 белая пешка · b7 белый король · c7 белая пешка · g7 чёрная пешка · a6 белая пешка · b6 белый ферзь · g6 белая пешка · b5 белый конь · c5 чёрная пешка · e5 белый конь · g5 белая пешка · h5 чёрная пешка · c4 белая пешка · g4 чёрная пешка · h4 чёрная ладья · g3 чёрный король · e2 белая ладья · g2 чёрный конь · h2 чёрная ладья · c1 белый слон · g1 белая ладья · h1 чёрный слон | 8 |
| 7 | c8 белый слон · a7 белая пешка · b7 белый король · c7 белая пешка · g7 чёрная пешка · a6 белая пешка · b6 белый ферзь · g6 белая пешка · b5 белый конь · c5 чёрная пешка · e5 белый конь · g5 белая пешка · h5 чёрная пешка · c4 белая пешка · g4 чёрная пешка · h4 чёрная ладья · g3 чёрный король · e2 белая ладья · g2 чёрный конь · h2 чёрная ладья · c1 белый слон · g1 белая ладья · h1 чёрный слон | c8 белый слон · a7 белая пешка · b7 белый король · c7 белая пешка · g7 чёрная пешка · a6 белая пешка · b6 белый ферзь · g6 белая пешка · b5 белый конь · c5 чёрная пешка · e5 белый конь · g5 белая пешка · h5 чёрная пешка · c4 белая пешка · g4 чёрная пешка · h4 чёрная ладья · g3 чёрный король · e2 белая ладья · g2 чёрный конь · h2 чёрная ладья · c1 белый слон · g1 белая ладья · h1 чёрный слон | c8 белый слон · a7 белая пешка · b7 белый король · c7 белая пешка · g7 чёрная пешка · a6 белая пешка · b6 белый ферзь · g6 белая пешка · b5 белый конь · c5 чёрная пешка · e5 белый конь · g5 белая пешка · h5 чёрная пешка · c4 белая пешка · g4 чёрная пешка · h4 чёрная ладья · g3 чёрный король · e2 белая ладья · g2 чёрный конь · h2 чёрная ладья · c1 белый слон · g1 белая ладья · h1 чёрный слон | c8 белый слон · a7 белая пешка · b7 белый король · c7 белая пешка · g7 чёрная пешка · a6 белая пешка · b6 белый ферзь · g6 белая пешка · b5 белый конь · c5 чёрная пешка · e5 белый конь · g5 белая пешка · h5 чёрная пешка · c4 белая пешка · g4 чёрная пешка · h4 чёрная ладья · g3 чёрный король · e2 белая ладья · g2 чёрный конь · h2 чёрная ладья · c1 белый слон · g1 белая ладья · h1 чёрный слон | c8 белый слон · a7 белая пешка · b7 белый король · c7 белая пешка · g7 чёрная пешка · a6 белая пешка · b6 белый ферзь · g6 белая пешка · b5 белый конь · c5 чёрная пешка · e5 белый конь · g5 белая пешка · h5 чёрная пешка · c4 белая пешка · g4 чёрная пешка · h4 чёрная ладья · g3 чёрный король · e2 белая ладья · g2 чёрный конь · h2 чёрная ладья · c1 белый слон · g1 белая ладья · h1 чёрный слон | c8 белый слон · a7 белая пешка · b7 белый король · c7 белая пешка · g7 чёрная пешка · a6 белая пешка · b6 белый ферзь · g6 белая пешка · b5 белый конь · c5 чёрная пешка · e5 белый конь · g5 белая пешка · h5 чёрная пешка · c4 белая пешка · g4 чёрная пешка · h4 чёрная ладья · g3 чёрный король · e2 белая ладья · g2 чёрный конь · h2 чёрная ладья · c1 белый слон · g1 белая ладья · h1 чёрный слон | c8 белый слон · a7 белая пешка · b7 белый король · c7 белая пешка · g7 чёрная пешка · a6 белая пешка · b6 белый ферзь · g6 белая пешка · b5 белый конь · c5 чёрная пешка · e5 белый конь · g5 белая пешка · h5 чёрная пешка · c4 белая пешка · g4 чёрная пешка · h4 чёрная ладья · g3 чёрный король · e2 белая ладья · g2 чёрный конь · h2 чёрная ладья · c1 белый слон · g1 белая ладья · h1 чёрный слон | c8 белый слон · a7 белая пешка · b7 белый король · c7 белая пешка · g7 чёрная пешка · a6 белая пешка · b6 белый ферзь · g6 белая пешка · b5 белый конь · c5 чёрная пешка · e5 белый конь · g5 белая пешка · h5 чёрная пешка · c4 белая пешка · g4 чёрная пешка · h4 чёрная ладья · g3 чёрный король · e2 белая ладья · g2 чёрный конь · h2 чёрная ладья · c1 белый слон · g1 белая ладья · h1 чёрный слон | 7 |
| 6 | c8 белый слон · a7 белая пешка · b7 белый король · c7 белая пешка · g7 чёрная пешка · a6 белая пешка · b6 белый ферзь · g6 белая пешка · b5 белый конь · c5 чёрная пешка · e5 белый конь · g5 белая пешка · h5 чёрная пешка · c4 белая пешка · g4 чёрная пешка · h4 чёрная ладья · g3 чёрный король · e2 белая ладья · g2 чёрный конь · h2 чёрная ладья · c1 белый слон · g1 белая ладья · h1 чёрный слон | c8 белый слон · a7 белая пешка · b7 белый король · c7 белая пешка · g7 чёрная пешка · a6 белая пешка · b6 белый ферзь · g6 белая пешка · b5 белый конь · c5 чёрная пешка · e5 белый конь · g5 белая пешка · h5 чёрная пешка · c4 белая пешка · g4 чёрная пешка · h4 чёрная ладья · g3 чёрный король · e2 белая ладья · g2 чёрный конь · h2 чёрная ладья · c1 белый слон · g1 белая ладья · h1 чёрный слон | c8 белый слон · a7 белая пешка · b7 белый король · c7 белая пешка · g7 чёрная пешка · a6 белая пешка · b6 белый ферзь · g6 белая пешка · b5 белый конь · c5 чёрная пешка · e5 белый конь · g5 белая пешка · h5 чёрная пешка · c4 белая пешка · g4 чёрная пешка · h4 чёрная ладья · g3 чёрный король · e2 белая ладья · g2 чёрный конь · h2 чёрная ладья · c1 белый слон · g1 белая ладья · h1 чёрный слон | c8 белый слон · a7 белая пешка · b7 белый король · c7 белая пешка · g7 чёрная пешка · a6 белая пешка · b6 белый ферзь · g6 белая пешка · b5 белый конь · c5 чёрная пешка · e5 белый конь · g5 белая пешка · h5 чёрная пешка · c4 белая пешка · g4 чёрная пешка · h4 чёрная ладья · g3 чёрный король · e2 белая ладья · g2 чёрный конь · h2 чёрная ладья · c1 белый слон · g1 белая ладья · h1 чёрный слон | c8 белый слон · a7 белая пешка · b7 белый король · c7 белая пешка · g7 чёрная пешка · a6 белая пешка · b6 белый ферзь · g6 белая пешка · b5 белый конь · c5 чёрная пешка · e5 белый конь · g5 белая пешка · h5 чёрная пешка · c4 белая пешка · g4 чёрная пешка · h4 чёрная ладья · g3 чёрный король · e2 белая ладья · g2 чёрный конь · h2 чёрная ладья · c1 белый слон · g1 белая ладья · h1 чёрный слон | c8 белый слон · a7 белая пешка · b7 белый король · c7 белая пешка · g7 чёрная пешка · a6 белая пешка · b6 белый ферзь · g6 белая пешка · b5 белый конь · c5 чёрная пешка · e5 белый конь · g5 белая пешка · h5 чёрная пешка · c4 белая пешка · g4 чёрная пешка · h4 чёрная ладья · g3 чёрный король · e2 белая ладья · g2 чёрный конь · h2 чёрная ладья · c1 белый слон · g1 белая ладья · h1 чёрный слон | c8 белый слон · a7 белая пешка · b7 белый король · c7 белая пешка · g7 чёрная пешка · a6 белая пешка · b6 белый ферзь · g6 белая пешка · b5 белый конь · c5 чёрная пешка · e5 белый конь · g5 белая пешка · h5 чёрная пешка · c4 белая пешка · g4 чёрная пешка · h4 чёрная ладья · g3 чёрный король · e2 белая ладья · g2 чёрный конь · h2 чёрная ладья · c1 белый слон · g1 белая ладья · h1 чёрный слон | c8 белый слон · a7 белая пешка · b7 белый король · c7 белая пешка · g7 чёрная пешка · a6 белая пешка · b6 белый ферзь · g6 белая пешка · b5 белый конь · c5 чёрная пешка · e5 белый конь · g5 белая пешка · h5 чёрная пешка · c4 белая пешка · g4 чёрная пешка · h4 чёрная ладья · g3 чёрный король · e2 белая ладья · g2 чёрный конь · h2 чёрная ладья · c1 белый слон · g1 белая ладья · h1 чёрный слон | 6 |
| 5 | c8 белый слон · a7 белая пешка · b7 белый король · c7 белая пешка · g7 чёрная пешка · a6 белая пешка · b6 белый ферзь · g6 белая пешка · b5 белый конь · c5 чёрная пешка · e5 белый конь · g5 белая пешка · h5 чёрная пешка · c4 белая пешка · g4 чёрная пешка · h4 чёрная ладья · g3 чёрный король · e2 белая ладья · g2 чёрный конь · h2 чёрная ладья · c1 белый слон · g1 белая ладья · h1 чёрный слон | c8 белый слон · a7 белая пешка · b7 белый король · c7 белая пешка · g7 чёрная пешка · a6 белая пешка · b6 белый ферзь · g6 белая пешка · b5 белый конь · c5 чёрная пешка · e5 белый конь · g5 белая пешка · h5 чёрная пешка · c4 белая пешка · g4 чёрная пешка · h4 чёрная ладья · g3 чёрный король · e2 белая ладья · g2 чёрный конь · h2 чёрная ладья · c1 белый слон · g1 белая ладья · h1 чёрный слон | c8 белый слон · a7 белая пешка · b7 белый король · c7 белая пешка · g7 чёрная пешка · a6 белая пешка · b6 белый ферзь · g6 белая пешка · b5 белый конь · c5 чёрная пешка · e5 белый конь · g5 белая пешка · h5 чёрная пешка · c4 белая пешка · g4 чёрная пешка · h4 чёрная ладья · g3 чёрный король · e2 белая ладья · g2 чёрный конь · h2 чёрная ладья · c1 белый слон · g1 белая ладья · h1 чёрный слон | c8 белый слон · a7 белая пешка · b7 белый король · c7 белая пешка · g7 чёрная пешка · a6 белая пешка · b6 белый ферзь · g6 белая пешка · b5 белый конь · c5 чёрная пешка · e5 белый конь · g5 белая пешка · h5 чёрная пешка · c4 белая пешка · g4 чёрная пешка · h4 чёрная ладья · g3 чёрный король · e2 белая ладья · g2 чёрный конь · h2 чёрная ладья · c1 белый слон · g1 белая ладья · h1 чёрный слон | c8 белый слон · a7 белая пешка · b7 белый король · c7 белая пешка · g7 чёрная пешка · a6 белая пешка · b6 белый ферзь · g6 белая пешка · b5 белый конь · c5 чёрная пешка · e5 белый конь · g5 белая пешка · h5 чёрная пешка · c4 белая пешка · g4 чёрная пешка · h4 чёрная ладья · g3 чёрный король · e2 белая ладья · g2 чёрный конь · h2 чёрная ладья · c1 белый слон · g1 белая ладья · h1 чёрный слон | c8 белый слон · a7 белая пешка · b7 белый король · c7 белая пешка · g7 чёрная пешка · a6 белая пешка · b6 белый ферзь · g6 белая пешка · b5 белый конь · c5 чёрная пешка · e5 белый конь · g5 белая пешка · h5 чёрная пешка · c4 белая пешка · g4 чёрная пешка · h4 чёрная ладья · g3 чёрный король · e2 белая ладья · g2 чёрный конь · h2 чёрная ладья · c1 белый слон · g1 белая ладья · h1 чёрный слон | c8 белый слон · a7 белая пешка · b7 белый король · c7 белая пешка · g7 чёрная пешка · a6 белая пешка · b6 белый ферзь · g6 белая пешка · b5 белый конь · c5 чёрная пешка · e5 белый конь · g5 белая пешка · h5 чёрная пешка · c4 белая пешка · g4 чёрная пешка · h4 чёрная ладья · g3 чёрный король · e2 белая ладья · g2 чёрный конь · h2 чёрная ладья · c1 белый слон · g1 белая ладья · h1 чёрный слон | c8 белый слон · a7 белая пешка · b7 белый король · c7 белая пешка · g7 чёрная пешка · a6 белая пешка · b6 белый ферзь · g6 белая пешка · b5 белый конь · c5 чёрная пешка · e5 белый конь · g5 белая пешка · h5 чёрная пешка · c4 белая пешка · g4 чёрная пешка · h4 чёрная ладья · g3 чёрный король · e2 белая ладья · g2 чёрный конь · h2 чёрная ладья · c1 белый слон · g1 белая ладья · h1 чёрный слон | 5 |
| 4 | c8 белый слон · a7 белая пешка · b7 белый король · c7 белая пешка · g7 чёрная пешка · a6 белая пешка · b6 белый ферзь · g6 белая пешка · b5 белый конь · c5 чёрная пешка · e5 белый конь · g5 белая пешка · h5 чёрная пешка · c4 белая пешка · g4 чёрная пешка · h4 чёрная ладья · g3 чёрный король · e2 белая ладья · g2 чёрный конь · h2 чёрная ладья · c1 белый слон · g1 белая ладья · h1 чёрный слон | c8 белый слон · a7 белая пешка · b7 белый король · c7 белая пешка · g7 чёрная пешка · a6 белая пешка · b6 белый ферзь · g6 белая пешка · b5 белый конь · c5 чёрная пешка · e5 белый конь · g5 белая пешка · h5 чёрная пешка · c4 белая пешка · g4 чёрная пешка · h4 чёрная ладья · g3 чёрный король · e2 белая ладья · g2 чёрный конь · h2 чёрная ладья · c1 белый слон · g1 белая ладья · h1 чёрный слон | c8 белый слон · a7 белая пешка · b7 белый король · c7 белая пешка · g7 чёрная пешка · a6 белая пешка · b6 белый ферзь · g6 белая пешка · b5 белый конь · c5 чёрная пешка · e5 белый конь · g5 белая пешка · h5 чёрная пешка · c4 белая пешка · g4 чёрная пешка · h4 чёрная ладья · g3 чёрный король · e2 белая ладья · g2 чёрный конь · h2 чёрная ладья · c1 белый слон · g1 белая ладья · h1 чёрный слон | c8 белый слон · a7 белая пешка · b7 белый король · c7 белая пешка · g7 чёрная пешка · a6 белая пешка · b6 белый ферзь · g6 белая пешка · b5 белый конь · c5 чёрная пешка · e5 белый конь · g5 белая пешка · h5 чёрная пешка · c4 белая пешка · g4 чёрная пешка · h4 чёрная ладья · g3 чёрный король · e2 белая ладья · g2 чёрный конь · h2 чёрная ладья · c1 белый слон · g1 белая ладья · h1 чёрный слон | c8 белый слон · a7 белая пешка · b7 белый король · c7 белая пешка · g7 чёрная пешка · a6 белая пешка · b6 белый ферзь · g6 белая пешка · b5 белый конь · c5 чёрная пешка · e5 белый конь · g5 белая пешка · h5 чёрная пешка · c4 белая пешка · g4 чёрная пешка · h4 чёрная ладья · g3 чёрный король · e2 белая ладья · g2 чёрный конь · h2 чёрная ладья · c1 белый слон · g1 белая ладья · h1 чёрный слон | c8 белый слон · a7 белая пешка · b7 белый король · c7 белая пешка · g7 чёрная пешка · a6 белая пешка · b6 белый ферзь · g6 белая пешка · b5 белый конь · c5 чёрная пешка · e5 белый конь · g5 белая пешка · h5 чёрная пешка · c4 белая пешка · g4 чёрная пешка · h4 чёрная ладья · g3 чёрный король · e2 белая ладья · g2 чёрный конь · h2 чёрная ладья · c1 белый слон · g1 белая ладья · h1 чёрный слон | c8 белый слон · a7 белая пешка · b7 белый король · c7 белая пешка · g7 чёрная пешка · a6 белая пешка · b6 белый ферзь · g6 белая пешка · b5 белый конь · c5 чёрная пешка · e5 белый конь · g5 белая пешка · h5 чёрная пешка · c4 белая пешка · g4 чёрная пешка · h4 чёрная ладья · g3 чёрный король · e2 белая ладья · g2 чёрный конь · h2 чёрная ладья · c1 белый слон · g1 белая ладья · h1 чёрный слон | c8 белый слон · a7 белая пешка · b7 белый король · c7 белая пешка · g7 чёрная пешка · a6 белая пешка · b6 белый ферзь · g6 белая пешка · b5 белый конь · c5 чёрная пешка · e5 белый конь · g5 белая пешка · h5 чёрная пешка · c4 белая пешка · g4 чёрная пешка · h4 чёрная ладья · g3 чёрный король · e2 белая ладья · g2 чёрный конь · h2 чёрная ладья · c1 белый слон · g1 белая ладья · h1 чёрный слон | 4 |
| 3 | c8 белый слон · a7 белая пешка · b7 белый король · c7 белая пешка · g7 чёрная пешка · a6 белая пешка · b6 белый ферзь · g6 белая пешка · b5 белый конь · c5 чёрная пешка · e5 белый конь · g5 белая пешка · h5 чёрная пешка · c4 белая пешка · g4 чёрная пешка · h4 чёрная ладья · g3 чёрный король · e2 белая ладья · g2 чёрный конь · h2 чёрная ладья · c1 белый слон · g1 белая ладья · h1 чёрный слон | c8 белый слон · a7 белая пешка · b7 белый король · c7 белая пешка · g7 чёрная пешка · a6 белая пешка · b6 белый ферзь · g6 белая пешка · b5 белый конь · c5 чёрная пешка · e5 белый конь · g5 белая пешка · h5 чёрная пешка · c4 белая пешка · g4 чёрная пешка · h4 чёрная ладья · g3 чёрный король · e2 белая ладья · g2 чёрный конь · h2 чёрная ладья · c1 белый слон · g1 белая ладья · h1 чёрный слон | c8 белый слон · a7 белая пешка · b7 белый король · c7 белая пешка · g7 чёрная пешка · a6 белая пешка · b6 белый ферзь · g6 белая пешка · b5 белый конь · c5 чёрная пешка · e5 белый конь · g5 белая пешка · h5 чёрная пешка · c4 белая пешка · g4 чёрная пешка · h4 чёрная ладья · g3 чёрный король · e2 белая ладья · g2 чёрный конь · h2 чёрная ладья · c1 белый слон · g1 белая ладья · h1 чёрный слон | c8 белый слон · a7 белая пешка · b7 белый король · c7 белая пешка · g7 чёрная пешка · a6 белая пешка · b6 белый ферзь · g6 белая пешка · b5 белый конь · c5 чёрная пешка · e5 белый конь · g5 белая пешка · h5 чёрная пешка · c4 белая пешка · g4 чёрная пешка · h4 чёрная ладья · g3 чёрный король · e2 белая ладья · g2 чёрный конь · h2 чёрная ладья · c1 белый слон · g1 белая ладья · h1 чёрный слон | c8 белый слон · a7 белая пешка · b7 белый король · c7 белая пешка · g7 чёрная пешка · a6 белая пешка · b6 белый ферзь · g6 белая пешка · b5 белый конь · c5 чёрная пешка · e5 белый конь · g5 белая пешка · h5 чёрная пешка · c4 белая пешка · g4 чёрная пешка · h4 чёрная ладья · g3 чёрный король · e2 белая ладья · g2 чёрный конь · h2 чёрная ладья · c1 белый слон · g1 белая ладья · h1 чёрный слон | c8 белый слон · a7 белая пешка · b7 белый король · c7 белая пешка · g7 чёрная пешка · a6 белая пешка · b6 белый ферзь · g6 белая пешка · b5 белый конь · c5 чёрная пешка · e5 белый конь · g5 белая пешка · h5 чёрная пешка · c4 белая пешка · g4 чёрная пешка · h4 чёрная ладья · g3 чёрный король · e2 белая ладья · g2 чёрный конь · h2 чёрная ладья · c1 белый слон · g1 белая ладья · h1 чёрный слон | c8 белый слон · a7 белая пешка · b7 белый король · c7 белая пешка · g7 чёрная пешка · a6 белая пешка · b6 белый ферзь · g6 белая пешка · b5 белый конь · c5 чёрная пешка · e5 белый конь · g5 белая пешка · h5 чёрная пешка · c4 белая пешка · g4 чёрная пешка · h4 чёрная ладья · g3 чёрный король · e2 белая ладья · g2 чёрный конь · h2 чёрная ладья · c1 белый слон · g1 белая ладья · h1 чёрный слон | c8 белый слон · a7 белая пешка · b7 белый король · c7 белая пешка · g7 чёрная пешка · a6 белая пешка · b6 белый ферзь · g6 белая пешка · b5 белый конь · c5 чёрная пешка · e5 белый конь · g5 белая пешка · h5 чёрная пешка · c4 белая пешка · g4 чёрная пешка · h4 чёрная ладья · g3 чёрный король · e2 белая ладья · g2 чёрный конь · h2 чёрная ладья · c1 белый слон · g1 белая ладья · h1 чёрный слон | 3 |
| 2 | c8 белый слон · a7 белая пешка · b7 белый король · c7 белая пешка · g7 чёрная пешка · a6 белая пешка · b6 белый ферзь · g6 белая пешка · b5 белый конь · c5 чёрная пешка · e5 белый конь · g5 белая пешка · h5 чёрная пешка · c4 белая пешка · g4 чёрная пешка · h4 чёрная ладья · g3 чёрный король · e2 белая ладья · g2 чёрный конь · h2 чёрная ладья · c1 белый слон · g1 белая ладья · h1 чёрный слон | c8 белый слон · a7 белая пешка · b7 белый король · c7 белая пешка · g7 чёрная пешка · a6 белая пешка · b6 белый ферзь · g6 белая пешка · b5 белый конь · c5 чёрная пешка · e5 белый конь · g5 белая пешка · h5 чёрная пешка · c4 белая пешка · g4 чёрная пешка · h4 чёрная ладья · g3 чёрный король · e2 белая ладья · g2 чёрный конь · h2 чёрная ладья · c1 белый слон · g1 белая ладья · h1 чёрный слон | c8 белый слон · a7 белая пешка · b7 белый король · c7 белая пешка · g7 чёрная пешка · a6 белая пешка · b6 белый ферзь · g6 белая пешка · b5 белый конь · c5 чёрная пешка · e5 белый конь · g5 белая пешка · h5 чёрная пешка · c4 белая пешка · g4 чёрная пешка · h4 чёрная ладья · g3 чёрный король · e2 белая ладья · g2 чёрный конь · h2 чёрная ладья · c1 белый слон · g1 белая ладья · h1 чёрный слон | c8 белый слон · a7 белая пешка · b7 белый король · c7 белая пешка · g7 чёрная пешка · a6 белая пешка · b6 белый ферзь · g6 белая пешка · b5 белый конь · c5 чёрная пешка · e5 белый конь · g5 белая пешка · h5 чёрная пешка · c4 белая пешка · g4 чёрная пешка · h4 чёрная ладья · g3 чёрный король · e2 белая ладья · g2 чёрный конь · h2 чёрная ладья · c1 белый слон · g1 белая ладья · h1 чёрный слон | c8 белый слон · a7 белая пешка · b7 белый король · c7 белая пешка · g7 чёрная пешка · a6 белая пешка · b6 белый ферзь · g6 белая пешка · b5 белый конь · c5 чёрная пешка · e5 белый конь · g5 белая пешка · h5 чёрная пешка · c4 белая пешка · g4 чёрная пешка · h4 чёрная ладья · g3 чёрный король · e2 белая ладья · g2 чёрный конь · h2 чёрная ладья · c1 белый слон · g1 белая ладья · h1 чёрный слон | c8 белый слон · a7 белая пешка · b7 белый король · c7 белая пешка · g7 чёрная пешка · a6 белая пешка · b6 белый ферзь · g6 белая пешка · b5 белый конь · c5 чёрная пешка · e5 белый конь · g5 белая пешка · h5 чёрная пешка · c4 белая пешка · g4 чёрная пешка · h4 чёрная ладья · g3 чёрный король · e2 белая ладья · g2 чёрный конь · h2 чёрная ладья · c1 белый слон · g1 белая ладья · h1 чёрный слон | c8 белый слон · a7 белая пешка · b7 белый король · c7 белая пешка · g7 чёрная пешка · a6 белая пешка · b6 белый ферзь · g6 белая пешка · b5 белый конь · c5 чёрная пешка · e5 белый конь · g5 белая пешка · h5 чёрная пешка · c4 белая пешка · g4 чёрная пешка · h4 чёрная ладья · g3 чёрный король · e2 белая ладья · g2 чёрный конь · h2 чёрная ладья · c1 белый слон · g1 белая ладья · h1 чёрный слон | c8 белый слон · a7 белая пешка · b7 белый король · c7 белая пешка · g7 чёрная пешка · a6 белая пешка · b6 белый ферзь · g6 белая пешка · b5 белый конь · c5 чёрная пешка · e5 белый конь · g5 белая пешка · h5 чёрная пешка · c4 белая пешка · g4 чёрная пешка · h4 чёрная ладья · g3 чёрный король · e2 белая ладья · g2 чёрный конь · h2 чёрная ладья · c1 белый слон · g1 белая ладья · h1 чёрный слон | 2 |
| 1 | c8 белый слон · a7 белая пешка · b7 белый король · c7 белая пешка · g7 чёрная пешка · a6 белая пешка · b6 белый ферзь · g6 белая пешка · b5 белый конь · c5 чёрная пешка · e5 белый конь · g5 белая пешка · h5 чёрная пешка · c4 белая пешка · g4 чёрная пешка · h4 чёрная ладья · g3 чёрный король · e2 белая ладья · g2 чёрный конь · h2 чёрная ладья · c1 белый слон · g1 белая ладья · h1 чёрный слон | c8 белый слон · a7 белая пешка · b7 белый король · c7 белая пешка · g7 чёрная пешка · a6 белая пешка · b6 белый ферзь · g6 белая пешка · b5 белый конь · c5 чёрная пешка · e5 белый конь · g5 белая пешка · h5 чёрная пешка · c4 белая пешка · g4 чёрная пешка · h4 чёрная ладья · g3 чёрный король · e2 белая ладья · g2 чёрный конь · h2 чёрная ладья · c1 белый слон · g1 белая ладья · h1 чёрный слон | c8 белый слон · a7 белая пешка · b7 белый король · c7 белая пешка · g7 чёрная пешка · a6 белая пешка · b6 белый ферзь · g6 белая пешка · b5 белый конь · c5 чёрная пешка · e5 белый конь · g5 белая пешка · h5 чёрная пешка · c4 белая пешка · g4 чёрная пешка · h4 чёрная ладья · g3 чёрный король · e2 белая ладья · g2 чёрный конь · h2 чёрная ладья · c1 белый слон · g1 белая ладья · h1 чёрный слон | c8 белый слон · a7 белая пешка · b7 белый король · c7 белая пешка · g7 чёрная пешка · a6 белая пешка · b6 белый ферзь · g6 белая пешка · b5 белый конь · c5 чёрная пешка · e5 белый конь · g5 белая пешка · h5 чёрная пешка · c4 белая пешка · g4 чёрная пешка · h4 чёрная ладья · g3 чёрный король · e2 белая ладья · g2 чёрный конь · h2 чёрная ладья · c1 белый слон · g1 белая ладья · h1 чёрный слон | c8 белый слон · a7 белая пешка · b7 белый король · c7 белая пешка · g7 чёрная пешка · a6 белая пешка · b6 белый ферзь · g6 белая пешка · b5 белый конь · c5 чёрная пешка · e5 белый конь · g5 белая пешка · h5 чёрная пешка · c4 белая пешка · g4 чёрная пешка · h4 чёрная ладья · g3 чёрный король · e2 белая ладья · g2 чёрный конь · h2 чёрная ладья · c1 белый слон · g1 белая ладья · h1 чёрный слон | c8 белый слон · a7 белая пешка · b7 белый король · c7 белая пешка · g7 чёрная пешка · a6 белая пешка · b6 белый ферзь · g6 белая пешка · b5 белый конь · c5 чёрная пешка · e5 белый конь · g5 белая пешка · h5 чёрная пешка · c4 белая пешка · g4 чёрная пешка · h4 чёрная ладья · g3 чёрный король · e2 белая ладья · g2 чёрный конь · h2 чёрная ладья · c1 белый слон · g1 белая ладья · h1 чёрный слон | c8 белый слон · a7 белая пешка · b7 белый король · c7 белая пешка · g7 чёрная пешка · a6 белая пешка · b6 белый ферзь · g6 белая пешка · b5 белый конь · c5 чёрная пешка · e5 белый конь · g5 белая пешка · h5 чёрная пешка · c4 белая пешка · g4 чёрная пешка · h4 чёрная ладья · g3 чёрный король · e2 белая ладья · g2 чёрный конь · h2 чёрная ладья · c1 белый слон · g1 белая ладья · h1 чёрный слон | c8 белый слон · a7 белая пешка · b7 белый король · c7 белая пешка · g7 чёрная пешка · a6 белая пешка · b6 белый ферзь · g6 белая пешка · b5 белый конь · c5 чёрная пешка · e5 белый конь · g5 белая пешка · h5 чёрная пешка · c4 белая пешка · g4 чёрная пешка · h4 чёрная ладья · g3 чёрный король · e2 белая ладья · g2 чёрный конь · h2 чёрная ладья · c1 белый слон · g1 белая ладья · h1 чёрный слон | 1 |
|   | a | b | c | d | e | f | g | h |   |

Решение:

1.Kpb8! (цугцванг)
- 1…Л4h3 2.Kd6 (угроза 3.Kf5#)

2…Лh4 3.Фb3#
- 1…Л2h3 2.Фd6 (цугцванг)

2…Лh2 3.Фd3#, 2…Kph2 3.Kf3#
- 1…Kph3 2.Kd3 (цугцванг)

2…Kpg3 3.Лe3#, 2…K~ 3.Kf4# 
Обструкция чёрных фигур на поле h3. Возвраты чёрных фигур.
|   | a | b | c | d | e | f | g | h |   |
| - | --- | --- | --- | --- | --- | --- | --- | --- | - |
| 8 | d8 белый слон · d7 чёрный король · e7 белый конь · g7 белый конь · h7 чёрный слон · c6 белая ладья · e6 чёрная пешка · h6 чёрный ферзь · a5 белый ферзь · c5 белая ладья · e5 чёрная пешка · h5 чёрная пешка · a4 белый слон · b4 чёрная пешка · e4 чёрная пешка · b3 чёрная пешка · e3 чёрная пешка · f3 чёрная пешка · a2 чёрный конь · f2 белая пешка · a1 чёрный конь · d1 белый король · e1 чёрный слон · f1 чёрная ладья · h1 чёрная ладья | d8 белый слон · d7 чёрный король · e7 белый конь · g7 белый конь · h7 чёрный слон · c6 белая ладья · e6 чёрная пешка · h6 чёрный ферзь · a5 белый ферзь · c5 белая ладья · e5 чёрная пешка · h5 чёрная пешка · a4 белый слон · b4 чёрная пешка · e4 чёрная пешка · b3 чёрная пешка · e3 чёрная пешка · f3 чёрная пешка · a2 чёрный конь · f2 белая пешка · a1 чёрный конь · d1 белый король · e1 чёрный слон · f1 чёрная ладья · h1 чёрная ладья | d8 белый слон · d7 чёрный король · e7 белый конь · g7 белый конь · h7 чёрный слон · c6 белая ладья · e6 чёрная пешка · h6 чёрный ферзь · a5 белый ферзь · c5 белая ладья · e5 чёрная пешка · h5 чёрная пешка · a4 белый слон · b4 чёрная пешка · e4 чёрная пешка · b3 чёрная пешка · e3 чёрная пешка · f3 чёрная пешка · a2 чёрный конь · f2 белая пешка · a1 чёрный конь · d1 белый король · e1 чёрный слон · f1 чёрная ладья · h1 чёрная ладья | d8 белый слон · d7 чёрный король · e7 белый конь · g7 белый конь · h7 чёрный слон · c6 белая ладья · e6 чёрная пешка · h6 чёрный ферзь · a5 белый ферзь · c5 белая ладья · e5 чёрная пешка · h5 чёрная пешка · a4 белый слон · b4 чёрная пешка · e4 чёрная пешка · b3 чёрная пешка · e3 чёрная пешка · f3 чёрная пешка · a2 чёрный конь · f2 белая пешка · a1 чёрный конь · d1 белый король · e1 чёрный слон · f1 чёрная ладья · h1 чёрная ладья | d8 белый слон · d7 чёрный король · e7 белый конь · g7 белый конь · h7 чёрный слон · c6 белая ладья · e6 чёрная пешка · h6 чёрный ферзь · a5 белый ферзь · c5 белая ладья · e5 чёрная пешка · h5 чёрная пешка · a4 белый слон · b4 чёрная пешка · e4 чёрная пешка · b3 чёрная пешка · e3 чёрная пешка · f3 чёрная пешка · a2 чёрный конь · f2 белая пешка · a1 чёрный конь · d1 белый король · e1 чёрный слон · f1 чёрная ладья · h1 чёрная ладья | d8 белый слон · d7 чёрный король · e7 белый конь · g7 белый конь · h7 чёрный слон · c6 белая ладья · e6 чёрная пешка · h6 чёрный ферзь · a5 белый ферзь · c5 белая ладья · e5 чёрная пешка · h5 чёрная пешка · a4 белый слон · b4 чёрная пешка · e4 чёрная пешка · b3 чёрная пешка · e3 чёрная пешка · f3 чёрная пешка · a2 чёрный конь · f2 белая пешка · a1 чёрный конь · d1 белый король · e1 чёрный слон · f1 чёрная ладья · h1 чёрная ладья | d8 белый слон · d7 чёрный король · e7 белый конь · g7 белый конь · h7 чёрный слон · c6 белая ладья · e6 чёрная пешка · h6 чёрный ферзь · a5 белый ферзь · c5 белая ладья · e5 чёрная пешка · h5 чёрная пешка · a4 белый слон · b4 чёрная пешка · e4 чёрная пешка · b3 чёрная пешка · e3 чёрная пешка · f3 чёрная пешка · a2 чёрный конь · f2 белая пешка · a1 чёрный конь · d1 белый король · e1 чёрный слон · f1 чёрная ладья · h1 чёрная ладья | d8 белый слон · d7 чёрный король · e7 белый конь · g7 белый конь · h7 чёрный слон · c6 белая ладья · e6 чёрная пешка · h6 чёрный ферзь · a5 белый ферзь · c5 белая ладья · e5 чёрная пешка · h5 чёрная пешка · a4 белый слон · b4 чёрная пешка · e4 чёрная пешка · b3 чёрная пешка · e3 чёрная пешка · f3 чёрная пешка · a2 чёрный конь · f2 белая пешка · a1 чёрный конь · d1 белый король · e1 чёрный слон · f1 чёрная ладья · h1 чёрная ладья | 8 |
| 7 | d8 белый слон · d7 чёрный король · e7 белый конь · g7 белый конь · h7 чёрный слон · c6 белая ладья · e6 чёрная пешка · h6 чёрный ферзь · a5 белый ферзь · c5 белая ладья · e5 чёрная пешка · h5 чёрная пешка · a4 белый слон · b4 чёрная пешка · e4 чёрная пешка · b3 чёрная пешка · e3 чёрная пешка · f3 чёрная пешка · a2 чёрный конь · f2 белая пешка · a1 чёрный конь · d1 белый король · e1 чёрный слон · f1 чёрная ладья · h1 чёрная ладья | d8 белый слон · d7 чёрный король · e7 белый конь · g7 белый конь · h7 чёрный слон · c6 белая ладья · e6 чёрная пешка · h6 чёрный ферзь · a5 белый ферзь · c5 белая ладья · e5 чёрная пешка · h5 чёрная пешка · a4 белый слон · b4 чёрная пешка · e4 чёрная пешка · b3 чёрная пешка · e3 чёрная пешка · f3 чёрная пешка · a2 чёрный конь · f2 белая пешка · a1 чёрный конь · d1 белый король · e1 чёрный слон · f1 чёрная ладья · h1 чёрная ладья | d8 белый слон · d7 чёрный король · e7 белый конь · g7 белый конь · h7 чёрный слон · c6 белая ладья · e6 чёрная пешка · h6 чёрный ферзь · a5 белый ферзь · c5 белая ладья · e5 чёрная пешка · h5 чёрная пешка · a4 белый слон · b4 чёрная пешка · e4 чёрная пешка · b3 чёрная пешка · e3 чёрная пешка · f3 чёрная пешка · a2 чёрный конь · f2 белая пешка · a1 чёрный конь · d1 белый король · e1 чёрный слон · f1 чёрная ладья · h1 чёрная ладья | d8 белый слон · d7 чёрный король · e7 белый конь · g7 белый конь · h7 чёрный слон · c6 белая ладья · e6 чёрная пешка · h6 чёрный ферзь · a5 белый ферзь · c5 белая ладья · e5 чёрная пешка · h5 чёрная пешка · a4 белый слон · b4 чёрная пешка · e4 чёрная пешка · b3 чёрная пешка · e3 чёрная пешка · f3 чёрная пешка · a2 чёрный конь · f2 белая пешка · a1 чёрный конь · d1 белый король · e1 чёрный слон · f1 чёрная ладья · h1 чёрная ладья | d8 белый слон · d7 чёрный король · e7 белый конь · g7 белый конь · h7 чёрный слон · c6 белая ладья · e6 чёрная пешка · h6 чёрный ферзь · a5 белый ферзь · c5 белая ладья · e5 чёрная пешка · h5 чёрная пешка · a4 белый слон · b4 чёрная пешка · e4 чёрная пешка · b3 чёрная пешка · e3 чёрная пешка · f3 чёрная пешка · a2 чёрный конь · f2 белая пешка · a1 чёрный конь · d1 белый король · e1 чёрный слон · f1 чёрная ладья · h1 чёрная ладья | d8 белый слон · d7 чёрный король · e7 белый конь · g7 белый конь · h7 чёрный слон · c6 белая ладья · e6 чёрная пешка · h6 чёрный ферзь · a5 белый ферзь · c5 белая ладья · e5 чёрная пешка · h5 чёрная пешка · a4 белый слон · b4 чёрная пешка · e4 чёрная пешка · b3 чёрная пешка · e3 чёрная пешка · f3 чёрная пешка · a2 чёрный конь · f2 белая пешка · a1 чёрный конь · d1 белый король · e1 чёрный слон · f1 чёрная ладья · h1 чёрная ладья | d8 белый слон · d7 чёрный король · e7 белый конь · g7 белый конь · h7 чёрный слон · c6 белая ладья · e6 чёрная пешка · h6 чёрный ферзь · a5 белый ферзь · c5 белая ладья · e5 чёрная пешка · h5 чёрная пешка · a4 белый слон · b4 чёрная пешка · e4 чёрная пешка · b3 чёрная пешка · e3 чёрная пешка · f3 чёрная пешка · a2 чёрный конь · f2 белая пешка · a1 чёрный конь · d1 белый король · e1 чёрный слон · f1 чёрная ладья · h1 чёрная ладья | d8 белый слон · d7 чёрный король · e7 белый конь · g7 белый конь · h7 чёрный слон · c6 белая ладья · e6 чёрная пешка · h6 чёрный ферзь · a5 белый ферзь · c5 белая ладья · e5 чёрная пешка · h5 чёрная пешка · a4 белый слон · b4 чёрная пешка · e4 чёрная пешка · b3 чёрная пешка · e3 чёрная пешка · f3 чёрная пешка · a2 чёрный конь · f2 белая пешка · a1 чёрный конь · d1 белый король · e1 чёрный слон · f1 чёрная ладья · h1 чёрная ладья | 7 |
| 6 | d8 белый слон · d7 чёрный король · e7 белый конь · g7 белый конь · h7 чёрный слон · c6 белая ладья · e6 чёрная пешка · h6 чёрный ферзь · a5 белый ферзь · c5 белая ладья · e5 чёрная пешка · h5 чёрная пешка · a4 белый слон · b4 чёрная пешка · e4 чёрная пешка · b3 чёрная пешка · e3 чёрная пешка · f3 чёрная пешка · a2 чёрный конь · f2 белая пешка · a1 чёрный конь · d1 белый король · e1 чёрный слон · f1 чёрная ладья · h1 чёрная ладья | d8 белый слон · d7 чёрный король · e7 белый конь · g7 белый конь · h7 чёрный слон · c6 белая ладья · e6 чёрная пешка · h6 чёрный ферзь · a5 белый ферзь · c5 белая ладья · e5 чёрная пешка · h5 чёрная пешка · a4 белый слон · b4 чёрная пешка · e4 чёрная пешка · b3 чёрная пешка · e3 чёрная пешка · f3 чёрная пешка · a2 чёрный конь · f2 белая пешка · a1 чёрный конь · d1 белый король · e1 чёрный слон · f1 чёрная ладья · h1 чёрная ладья | d8 белый слон · d7 чёрный король · e7 белый конь · g7 белый конь · h7 чёрный слон · c6 белая ладья · e6 чёрная пешка · h6 чёрный ферзь · a5 белый ферзь · c5 белая ладья · e5 чёрная пешка · h5 чёрная пешка · a4 белый слон · b4 чёрная пешка · e4 чёрная пешка · b3 чёрная пешка · e3 чёрная пешка · f3 чёрная пешка · a2 чёрный конь · f2 белая пешка · a1 чёрный конь · d1 белый король · e1 чёрный слон · f1 чёрная ладья · h1 чёрная ладья | d8 белый слон · d7 чёрный король · e7 белый конь · g7 белый конь · h7 чёрный слон · c6 белая ладья · e6 чёрная пешка · h6 чёрный ферзь · a5 белый ферзь · c5 белая ладья · e5 чёрная пешка · h5 чёрная пешка · a4 белый слон · b4 чёрная пешка · e4 чёрная пешка · b3 чёрная пешка · e3 чёрная пешка · f3 чёрная пешка · a2 чёрный конь · f2 белая пешка · a1 чёрный конь · d1 белый король · e1 чёрный слон · f1 чёрная ладья · h1 чёрная ладья | d8 белый слон · d7 чёрный король · e7 белый конь · g7 белый конь · h7 чёрный слон · c6 белая ладья · e6 чёрная пешка · h6 чёрный ферзь · a5 белый ферзь · c5 белая ладья · e5 чёрная пешка · h5 чёрная пешка · a4 белый слон · b4 чёрная пешка · e4 чёрная пешка · b3 чёрная пешка · e3 чёрная пешка · f3 чёрная пешка · a2 чёрный конь · f2 белая пешка · a1 чёрный конь · d1 белый король · e1 чёрный слон · f1 чёрная ладья · h1 чёрная ладья | d8 белый слон · d7 чёрный король · e7 белый конь · g7 белый конь · h7 чёрный слон · c6 белая ладья · e6 чёрная пешка · h6 чёрный ферзь · a5 белый ферзь · c5 белая ладья · e5 чёрная пешка · h5 чёрная пешка · a4 белый слон · b4 чёрная пешка · e4 чёрная пешка · b3 чёрная пешка · e3 чёрная пешка · f3 чёрная пешка · a2 чёрный конь · f2 белая пешка · a1 чёрный конь · d1 белый король · e1 чёрный слон · f1 чёрная ладья · h1 чёрная ладья | d8 белый слон · d7 чёрный король · e7 белый конь · g7 белый конь · h7 чёрный слон · c6 белая ладья · e6 чёрная пешка · h6 чёрный ферзь · a5 белый ферзь · c5 белая ладья · e5 чёрная пешка · h5 чёрная пешка · a4 белый слон · b4 чёрная пешка · e4 чёрная пешка · b3 чёрная пешка · e3 чёрная пешка · f3 чёрная пешка · a2 чёрный конь · f2 белая пешка · a1 чёрный конь · d1 белый король · e1 чёрный слон · f1 чёрная ладья · h1 чёрная ладья | d8 белый слон · d7 чёрный король · e7 белый конь · g7 белый конь · h7 чёрный слон · c6 белая ладья · e6 чёрная пешка · h6 чёрный ферзь · a5 белый ферзь · c5 белая ладья · e5 чёрная пешка · h5 чёрная пешка · a4 белый слон · b4 чёрная пешка · e4 чёрная пешка · b3 чёрная пешка · e3 чёрная пешка · f3 чёрная пешка · a2 чёрный конь · f2 белая пешка · a1 чёрный конь · d1 белый король · e1 чёрный слон · f1 чёрная ладья · h1 чёрная ладья | 6 |
| 5 | d8 белый слон · d7 чёрный король · e7 белый конь · g7 белый конь · h7 чёрный слон · c6 белая ладья · e6 чёрная пешка · h6 чёрный ферзь · a5 белый ферзь · c5 белая ладья · e5 чёрная пешка · h5 чёрная пешка · a4 белый слон · b4 чёрная пешка · e4 чёрная пешка · b3 чёрная пешка · e3 чёрная пешка · f3 чёрная пешка · a2 чёрный конь · f2 белая пешка · a1 чёрный конь · d1 белый король · e1 чёрный слон · f1 чёрная ладья · h1 чёрная ладья | d8 белый слон · d7 чёрный король · e7 белый конь · g7 белый конь · h7 чёрный слон · c6 белая ладья · e6 чёрная пешка · h6 чёрный ферзь · a5 белый ферзь · c5 белая ладья · e5 чёрная пешка · h5 чёрная пешка · a4 белый слон · b4 чёрная пешка · e4 чёрная пешка · b3 чёрная пешка · e3 чёрная пешка · f3 чёрная пешка · a2 чёрный конь · f2 белая пешка · a1 чёрный конь · d1 белый король · e1 чёрный слон · f1 чёрная ладья · h1 чёрная ладья | d8 белый слон · d7 чёрный король · e7 белый конь · g7 белый конь · h7 чёрный слон · c6 белая ладья · e6 чёрная пешка · h6 чёрный ферзь · a5 белый ферзь · c5 белая ладья · e5 чёрная пешка · h5 чёрная пешка · a4 белый слон · b4 чёрная пешка · e4 чёрная пешка · b3 чёрная пешка · e3 чёрная пешка · f3 чёрная пешка · a2 чёрный конь · f2 белая пешка · a1 чёрный конь · d1 белый король · e1 чёрный слон · f1 чёрная ладья · h1 чёрная ладья | d8 белый слон · d7 чёрный король · e7 белый конь · g7 белый конь · h7 чёрный слон · c6 белая ладья · e6 чёрная пешка · h6 чёрный ферзь · a5 белый ферзь · c5 белая ладья · e5 чёрная пешка · h5 чёрная пешка · a4 белый слон · b4 чёрная пешка · e4 чёрная пешка · b3 чёрная пешка · e3 чёрная пешка · f3 чёрная пешка · a2 чёрный конь · f2 белая пешка · a1 чёрный конь · d1 белый король · e1 чёрный слон · f1 чёрная ладья · h1 чёрная ладья | d8 белый слон · d7 чёрный король · e7 белый конь · g7 белый конь · h7 чёрный слон · c6 белая ладья · e6 чёрная пешка · h6 чёрный ферзь · a5 белый ферзь · c5 белая ладья · e5 чёрная пешка · h5 чёрная пешка · a4 белый слон · b4 чёрная пешка · e4 чёрная пешка · b3 чёрная пешка · e3 чёрная пешка · f3 чёрная пешка · a2 чёрный конь · f2 белая пешка · a1 чёрный конь · d1 белый король · e1 чёрный слон · f1 чёрная ладья · h1 чёрная ладья | d8 белый слон · d7 чёрный король · e7 белый конь · g7 белый конь · h7 чёрный слон · c6 белая ладья · e6 чёрная пешка · h6 чёрный ферзь · a5 белый ферзь · c5 белая ладья · e5 чёрная пешка · h5 чёрная пешка · a4 белый слон · b4 чёрная пешка · e4 чёрная пешка · b3 чёрная пешка · e3 чёрная пешка · f3 чёрная пешка · a2 чёрный конь · f2 белая пешка · a1 чёрный конь · d1 белый король · e1 чёрный слон · f1 чёрная ладья · h1 чёрная ладья | d8 белый слон · d7 чёрный король · e7 белый конь · g7 белый конь · h7 чёрный слон · c6 белая ладья · e6 чёрная пешка · h6 чёрный ферзь · a5 белый ферзь · c5 белая ладья · e5 чёрная пешка · h5 чёрная пешка · a4 белый слон · b4 чёрная пешка · e4 чёрная пешка · b3 чёрная пешка · e3 чёрная пешка · f3 чёрная пешка · a2 чёрный конь · f2 белая пешка · a1 чёрный конь · d1 белый король · e1 чёрный слон · f1 чёрная ладья · h1 чёрная ладья | d8 белый слон · d7 чёрный король · e7 белый конь · g7 белый конь · h7 чёрный слон · c6 белая ладья · e6 чёрная пешка · h6 чёрный ферзь · a5 белый ферзь · c5 белая ладья · e5 чёрная пешка · h5 чёрная пешка · a4 белый слон · b4 чёрная пешка · e4 чёрная пешка · b3 чёрная пешка · e3 чёрная пешка · f3 чёрная пешка · a2 чёрный конь · f2 белая пешка · a1 чёрный конь · d1 белый король · e1 чёрный слон · f1 чёрная ладья · h1 чёрная ладья | 5 |
| 4 | d8 белый слон · d7 чёрный король · e7 белый конь · g7 белый конь · h7 чёрный слон · c6 белая ладья · e6 чёрная пешка · h6 чёрный ферзь · a5 белый ферзь · c5 белая ладья · e5 чёрная пешка · h5 чёрная пешка · a4 белый слон · b4 чёрная пешка · e4 чёрная пешка · b3 чёрная пешка · e3 чёрная пешка · f3 чёрная пешка · a2 чёрный конь · f2 белая пешка · a1 чёрный конь · d1 белый король · e1 чёрный слон · f1 чёрная ладья · h1 чёрная ладья | d8 белый слон · d7 чёрный король · e7 белый конь · g7 белый конь · h7 чёрный слон · c6 белая ладья · e6 чёрная пешка · h6 чёрный ферзь · a5 белый ферзь · c5 белая ладья · e5 чёрная пешка · h5 чёрная пешка · a4 белый слон · b4 чёрная пешка · e4 чёрная пешка · b3 чёрная пешка · e3 чёрная пешка · f3 чёрная пешка · a2 чёрный конь · f2 белая пешка · a1 чёрный конь · d1 белый король · e1 чёрный слон · f1 чёрная ладья · h1 чёрная ладья | d8 белый слон · d7 чёрный король · e7 белый конь · g7 белый конь · h7 чёрный слон · c6 белая ладья · e6 чёрная пешка · h6 чёрный ферзь · a5 белый ферзь · c5 белая ладья · e5 чёрная пешка · h5 чёрная пешка · a4 белый слон · b4 чёрная пешка · e4 чёрная пешка · b3 чёрная пешка · e3 чёрная пешка · f3 чёрная пешка · a2 чёрный конь · f2 белая пешка · a1 чёрный конь · d1 белый король · e1 чёрный слон · f1 чёрная ладья · h1 чёрная ладья | d8 белый слон · d7 чёрный король · e7 белый конь · g7 белый конь · h7 чёрный слон · c6 белая ладья · e6 чёрная пешка · h6 чёрный ферзь · a5 белый ферзь · c5 белая ладья · e5 чёрная пешка · h5 чёрная пешка · a4 белый слон · b4 чёрная пешка · e4 чёрная пешка · b3 чёрная пешка · e3 чёрная пешка · f3 чёрная пешка · a2 чёрный конь · f2 белая пешка · a1 чёрный конь · d1 белый король · e1 чёрный слон · f1 чёрная ладья · h1 чёрная ладья | d8 белый слон · d7 чёрный король · e7 белый конь · g7 белый конь · h7 чёрный слон · c6 белая ладья · e6 чёрная пешка · h6 чёрный ферзь · a5 белый ферзь · c5 белая ладья · e5 чёрная пешка · h5 чёрная пешка · a4 белый слон · b4 чёрная пешка · e4 чёрная пешка · b3 чёрная пешка · e3 чёрная пешка · f3 чёрная пешка · a2 чёрный конь · f2 белая пешка · a1 чёрный конь · d1 белый король · e1 чёрный слон · f1 чёрная ладья · h1 чёрная ладья | d8 белый слон · d7 чёрный король · e7 белый конь · g7 белый конь · h7 чёрный слон · c6 белая ладья · e6 чёрная пешка · h6 чёрный ферзь · a5 белый ферзь · c5 белая ладья · e5 чёрная пешка · h5 чёрная пешка · a4 белый слон · b4 чёрная пешка · e4 чёрная пешка · b3 чёрная пешка · e3 чёрная пешка · f3 чёрная пешка · a2 чёрный конь · f2 белая пешка · a1 чёрный конь · d1 белый король · e1 чёрный слон · f1 чёрная ладья · h1 чёрная ладья | d8 белый слон · d7 чёрный король · e7 белый конь · g7 белый конь · h7 чёрный слон · c6 белая ладья · e6 чёрная пешка · h6 чёрный ферзь · a5 белый ферзь · c5 белая ладья · e5 чёрная пешка · h5 чёрная пешка · a4 белый слон · b4 чёрная пешка · e4 чёрная пешка · b3 чёрная пешка · e3 чёрная пешка · f3 чёрная пешка · a2 чёрный конь · f2 белая пешка · a1 чёрный конь · d1 белый король · e1 чёрный слон · f1 чёрная ладья · h1 чёрная ладья | d8 белый слон · d7 чёрный король · e7 белый конь · g7 белый конь · h7 чёрный слон · c6 белая ладья · e6 чёрная пешка · h6 чёрный ферзь · a5 белый ферзь · c5 белая ладья · e5 чёрная пешка · h5 чёрная пешка · a4 белый слон · b4 чёрная пешка · e4 чёрная пешка · b3 чёрная пешка · e3 чёрная пешка · f3 чёрная пешка · a2 чёрный конь · f2 белая пешка · a1 чёрный конь · d1 белый король · e1 чёрный слон · f1 чёрная ладья · h1 чёрная ладья | 4 |
| 3 | d8 белый слон · d7 чёрный король · e7 белый конь · g7 белый конь · h7 чёрный слон · c6 белая ладья · e6 чёрная пешка · h6 чёрный ферзь · a5 белый ферзь · c5 белая ладья · e5 чёрная пешка · h5 чёрная пешка · a4 белый слон · b4 чёрная пешка · e4 чёрная пешка · b3 чёрная пешка · e3 чёрная пешка · f3 чёрная пешка · a2 чёрный конь · f2 белая пешка · a1 чёрный конь · d1 белый король · e1 чёрный слон · f1 чёрная ладья · h1 чёрная ладья | d8 белый слон · d7 чёрный король · e7 белый конь · g7 белый конь · h7 чёрный слон · c6 белая ладья · e6 чёрная пешка · h6 чёрный ферзь · a5 белый ферзь · c5 белая ладья · e5 чёрная пешка · h5 чёрная пешка · a4 белый слон · b4 чёрная пешка · e4 чёрная пешка · b3 чёрная пешка · e3 чёрная пешка · f3 чёрная пешка · a2 чёрный конь · f2 белая пешка · a1 чёрный конь · d1 белый король · e1 чёрный слон · f1 чёрная ладья · h1 чёрная ладья | d8 белый слон · d7 чёрный король · e7 белый конь · g7 белый конь · h7 чёрный слон · c6 белая ладья · e6 чёрная пешка · h6 чёрный ферзь · a5 белый ферзь · c5 белая ладья · e5 чёрная пешка · h5 чёрная пешка · a4 белый слон · b4 чёрная пешка · e4 чёрная пешка · b3 чёрная пешка · e3 чёрная пешка · f3 чёрная пешка · a2 чёрный конь · f2 белая пешка · a1 чёрный конь · d1 белый король · e1 чёрный слон · f1 чёрная ладья · h1 чёрная ладья | d8 белый слон · d7 чёрный король · e7 белый конь · g7 белый конь · h7 чёрный слон · c6 белая ладья · e6 чёрная пешка · h6 чёрный ферзь · a5 белый ферзь · c5 белая ладья · e5 чёрная пешка · h5 чёрная пешка · a4 белый слон · b4 чёрная пешка · e4 чёрная пешка · b3 чёрная пешка · e3 чёрная пешка · f3 чёрная пешка · a2 чёрный конь · f2 белая пешка · a1 чёрный конь · d1 белый король · e1 чёрный слон · f1 чёрная ладья · h1 чёрная ладья | d8 белый слон · d7 чёрный король · e7 белый конь · g7 белый конь · h7 чёрный слон · c6 белая ладья · e6 чёрная пешка · h6 чёрный ферзь · a5 белый ферзь · c5 белая ладья · e5 чёрная пешка · h5 чёрная пешка · a4 белый слон · b4 чёрная пешка · e4 чёрная пешка · b3 чёрная пешка · e3 чёрная пешка · f3 чёрная пешка · a2 чёрный конь · f2 белая пешка · a1 чёрный конь · d1 белый король · e1 чёрный слон · f1 чёрная ладья · h1 чёрная ладья | d8 белый слон · d7 чёрный король · e7 белый конь · g7 белый конь · h7 чёрный слон · c6 белая ладья · e6 чёрная пешка · h6 чёрный ферзь · a5 белый ферзь · c5 белая ладья · e5 чёрная пешка · h5 чёрная пешка · a4 белый слон · b4 чёрная пешка · e4 чёрная пешка · b3 чёрная пешка · e3 чёрная пешка · f3 чёрная пешка · a2 чёрный конь · f2 белая пешка · a1 чёрный конь · d1 белый король · e1 чёрный слон · f1 чёрная ладья · h1 чёрная ладья | d8 белый слон · d7 чёрный король · e7 белый конь · g7 белый конь · h7 чёрный слон · c6 белая ладья · e6 чёрная пешка · h6 чёрный ферзь · a5 белый ферзь · c5 белая ладья · e5 чёрная пешка · h5 чёрная пешка · a4 белый слон · b4 чёрная пешка · e4 чёрная пешка · b3 чёрная пешка · e3 чёрная пешка · f3 чёрная пешка · a2 чёрный конь · f2 белая пешка · a1 чёрный конь · d1 белый король · e1 чёрный слон · f1 чёрная ладья · h1 чёрная ладья | d8 белый слон · d7 чёрный король · e7 белый конь · g7 белый конь · h7 чёрный слон · c6 белая ладья · e6 чёрная пешка · h6 чёрный ферзь · a5 белый ферзь · c5 белая ладья · e5 чёрная пешка · h5 чёрная пешка · a4 белый слон · b4 чёрная пешка · e4 чёрная пешка · b3 чёрная пешка · e3 чёрная пешка · f3 чёрная пешка · a2 чёрный конь · f2 белая пешка · a1 чёрный конь · d1 белый король · e1 чёрный слон · f1 чёрная ладья · h1 чёрная ладья | 3 |
| 2 | d8 белый слон · d7 чёрный король · e7 белый конь · g7 белый конь · h7 чёрный слон · c6 белая ладья · e6 чёрная пешка · h6 чёрный ферзь · a5 белый ферзь · c5 белая ладья · e5 чёрная пешка · h5 чёрная пешка · a4 белый слон · b4 чёрная пешка · e4 чёрная пешка · b3 чёрная пешка · e3 чёрная пешка · f3 чёрная пешка · a2 чёрный конь · f2 белая пешка · a1 чёрный конь · d1 белый король · e1 чёрный слон · f1 чёрная ладья · h1 чёрная ладья | d8 белый слон · d7 чёрный король · e7 белый конь · g7 белый конь · h7 чёрный слон · c6 белая ладья · e6 чёрная пешка · h6 чёрный ферзь · a5 белый ферзь · c5 белая ладья · e5 чёрная пешка · h5 чёрная пешка · a4 белый слон · b4 чёрная пешка · e4 чёрная пешка · b3 чёрная пешка · e3 чёрная пешка · f3 чёрная пешка · a2 чёрный конь · f2 белая пешка · a1 чёрный конь · d1 белый король · e1 чёрный слон · f1 чёрная ладья · h1 чёрная ладья | d8 белый слон · d7 чёрный король · e7 белый конь · g7 белый конь · h7 чёрный слон · c6 белая ладья · e6 чёрная пешка · h6 чёрный ферзь · a5 белый ферзь · c5 белая ладья · e5 чёрная пешка · h5 чёрная пешка · a4 белый слон · b4 чёрная пешка · e4 чёрная пешка · b3 чёрная пешка · e3 чёрная пешка · f3 чёрная пешка · a2 чёрный конь · f2 белая пешка · a1 чёрный конь · d1 белый король · e1 чёрный слон · f1 чёрная ладья · h1 чёрная ладья | d8 белый слон · d7 чёрный король · e7 белый конь · g7 белый конь · h7 чёрный слон · c6 белая ладья · e6 чёрная пешка · h6 чёрный ферзь · a5 белый ферзь · c5 белая ладья · e5 чёрная пешка · h5 чёрная пешка · a4 белый слон · b4 чёрная пешка · e4 чёрная пешка · b3 чёрная пешка · e3 чёрная пешка · f3 чёрная пешка · a2 чёрный конь · f2 белая пешка · a1 чёрный конь · d1 белый король · e1 чёрный слон · f1 чёрная ладья · h1 чёрная ладья | d8 белый слон · d7 чёрный король · e7 белый конь · g7 белый конь · h7 чёрный слон · c6 белая ладья · e6 чёрная пешка · h6 чёрный ферзь · a5 белый ферзь · c5 белая ладья · e5 чёрная пешка · h5 чёрная пешка · a4 белый слон · b4 чёрная пешка · e4 чёрная пешка · b3 чёрная пешка · e3 чёрная пешка · f3 чёрная пешка · a2 чёрный конь · f2 белая пешка · a1 чёрный конь · d1 белый король · e1 чёрный слон · f1 чёрная ладья · h1 чёрная ладья | d8 белый слон · d7 чёрный король · e7 белый конь · g7 белый конь · h7 чёрный слон · c6 белая ладья · e6 чёрная пешка · h6 чёрный ферзь · a5 белый ферзь · c5 белая ладья · e5 чёрная пешка · h5 чёрная пешка · a4 белый слон · b4 чёрная пешка · e4 чёрная пешка · b3 чёрная пешка · e3 чёрная пешка · f3 чёрная пешка · a2 чёрный конь · f2 белая пешка · a1 чёрный конь · d1 белый король · e1 чёрный слон · f1 чёрная ладья · h1 чёрная ладья | d8 белый слон · d7 чёрный король · e7 белый конь · g7 белый конь · h7 чёрный слон · c6 белая ладья · e6 чёрная пешка · h6 чёрный ферзь · a5 белый ферзь · c5 белая ладья · e5 чёрная пешка · h5 чёрная пешка · a4 белый слон · b4 чёрная пешка · e4 чёрная пешка · b3 чёрная пешка · e3 чёрная пешка · f3 чёрная пешка · a2 чёрный конь · f2 белая пешка · a1 чёрный конь · d1 белый король · e1 чёрный слон · f1 чёрная ладья · h1 чёрная ладья | d8 белый слон · d7 чёрный король · e7 белый конь · g7 белый конь · h7 чёрный слон · c6 белая ладья · e6 чёрная пешка · h6 чёрный ферзь · a5 белый ферзь · c5 белая ладья · e5 чёрная пешка · h5 чёрная пешка · a4 белый слон · b4 чёрная пешка · e4 чёрная пешка · b3 чёрная пешка · e3 чёрная пешка · f3 чёрная пешка · a2 чёрный конь · f2 белая пешка · a1 чёрный конь · d1 белый король · e1 чёрный слон · f1 чёрная ладья · h1 чёрная ладья | 2 |
| 1 | d8 белый слон · d7 чёрный король · e7 белый конь · g7 белый конь · h7 чёрный слон · c6 белая ладья · e6 чёрная пешка · h6 чёрный ферзь · a5 белый ферзь · c5 белая ладья · e5 чёрная пешка · h5 чёрная пешка · a4 белый слон · b4 чёрная пешка · e4 чёрная пешка · b3 чёрная пешка · e3 чёрная пешка · f3 чёрная пешка · a2 чёрный конь · f2 белая пешка · a1 чёрный конь · d1 белый король · e1 чёрный слон · f1 чёрная ладья · h1 чёрная ладья | d8 белый слон · d7 чёрный король · e7 белый конь · g7 белый конь · h7 чёрный слон · c6 белая ладья · e6 чёрная пешка · h6 чёрный ферзь · a5 белый ферзь · c5 белая ладья · e5 чёрная пешка · h5 чёрная пешка · a4 белый слон · b4 чёрная пешка · e4 чёрная пешка · b3 чёрная пешка · e3 чёрная пешка · f3 чёрная пешка · a2 чёрный конь · f2 белая пешка · a1 чёрный конь · d1 белый король · e1 чёрный слон · f1 чёрная ладья · h1 чёрная ладья | d8 белый слон · d7 чёрный король · e7 белый конь · g7 белый конь · h7 чёрный слон · c6 белая ладья · e6 чёрная пешка · h6 чёрный ферзь · a5 белый ферзь · c5 белая ладья · e5 чёрная пешка · h5 чёрная пешка · a4 белый слон · b4 чёрная пешка · e4 чёрная пешка · b3 чёрная пешка · e3 чёрная пешка · f3 чёрная пешка · a2 чёрный конь · f2 белая пешка · a1 чёрный конь · d1 белый король · e1 чёрный слон · f1 чёрная ладья · h1 чёрная ладья | d8 белый слон · d7 чёрный король · e7 белый конь · g7 белый конь · h7 чёрный слон · c6 белая ладья · e6 чёрная пешка · h6 чёрный ферзь · a5 белый ферзь · c5 белая ладья · e5 чёрная пешка · h5 чёрная пешка · a4 белый слон · b4 чёрная пешка · e4 чёрная пешка · b3 чёрная пешка · e3 чёрная пешка · f3 чёрная пешка · a2 чёрный конь · f2 белая пешка · a1 чёрный конь · d1 белый король · e1 чёрный слон · f1 чёрная ладья · h1 чёрная ладья | d8 белый слон · d7 чёрный король · e7 белый конь · g7 белый конь · h7 чёрный слон · c6 белая ладья · e6 чёрная пешка · h6 чёрный ферзь · a5 белый ферзь · c5 белая ладья · e5 чёрная пешка · h5 чёрная пешка · a4 белый слон · b4 чёрная пешка · e4 чёрная пешка · b3 чёрная пешка · e3 чёрная пешка · f3 чёрная пешка · a2 чёрный конь · f2 белая пешка · a1 чёрный конь · d1 белый король · e1 чёрный слон · f1 чёрная ладья · h1 чёрная ладья | d8 белый слон · d7 чёрный король · e7 белый конь · g7 белый конь · h7 чёрный слон · c6 белая ладья · e6 чёрная пешка · h6 чёрный ферзь · a5 белый ферзь · c5 белая ладья · e5 чёрная пешка · h5 чёрная пешка · a4 белый слон · b4 чёрная пешка · e4 чёрная пешка · b3 чёрная пешка · e3 чёрная пешка · f3 чёрная пешка · a2 чёрный конь · f2 белая пешка · a1 чёрный конь · d1 белый король · e1 чёрный слон · f1 чёрная ладья · h1 чёрная ладья | d8 белый слон · d7 чёрный король · e7 белый конь · g7 белый конь · h7 чёрный слон · c6 белая ладья · e6 чёрная пешка · h6 чёрный ферзь · a5 белый ферзь · c5 белая ладья · e5 чёрная пешка · h5 чёрная пешка · a4 белый слон · b4 чёрная пешка · e4 чёрная пешка · b3 чёрная пешка · e3 чёрная пешка · f3 чёрная пешка · a2 чёрный конь · f2 белая пешка · a1 чёрный конь · d1 белый король · e1 чёрный слон · f1 чёрная ладья · h1 чёрная ладья | d8 белый слон · d7 чёрный король · e7 белый конь · g7 белый конь · h7 чёрный слон · c6 белая ладья · e6 чёрная пешка · h6 чёрный ферзь · a5 белый ферзь · c5 белая ладья · e5 чёрная пешка · h5 чёрная пешка · a4 белый слон · b4 чёрная пешка · e4 чёрная пешка · b3 чёрная пешка · e3 чёрная пешка · f3 чёрная пешка · a2 чёрный конь · f2 белая пешка · a1 чёрный конь · d1 белый король · e1 чёрный слон · f1 чёрная ладья · h1 чёрная ладья | 1 |
|   | a | b | c | d | e | f | g | h |   |

Решение:

1.Лc1!

угроза 2.Л6c2+ Kpd6 3.Лd2+ e:d2 4.Лc6+ Kpd7 5.Лc2+ Kpd6 6.Л:d2+ Ф(C):d2#

1…Фg6 2.Л6c3+ Kpd6 3.Лd3+ e:d3 4.Лc6+ Kpd7 5.Лc3+ Kpd6 6.Л:d3+ Ф:d3#

1…Фf6(:g7) 2.Л6c4+ Kpd6 3.Лd4+ e:d4 4.Лc6+ Kpd7 5.Лc4+ Kpd6 6.Л:d4+ Ф:d4#
Такой механизм последовательной игры двух белых батарей в одном варианте называется батареями Попандопуло. Первым ходом белая ладья, двигаясь по той же линии в том же направлении, освобождает линию для ходов второй ладьи на поля c2, c3 и c4 — бристольская тема.